# Musée des Augustins

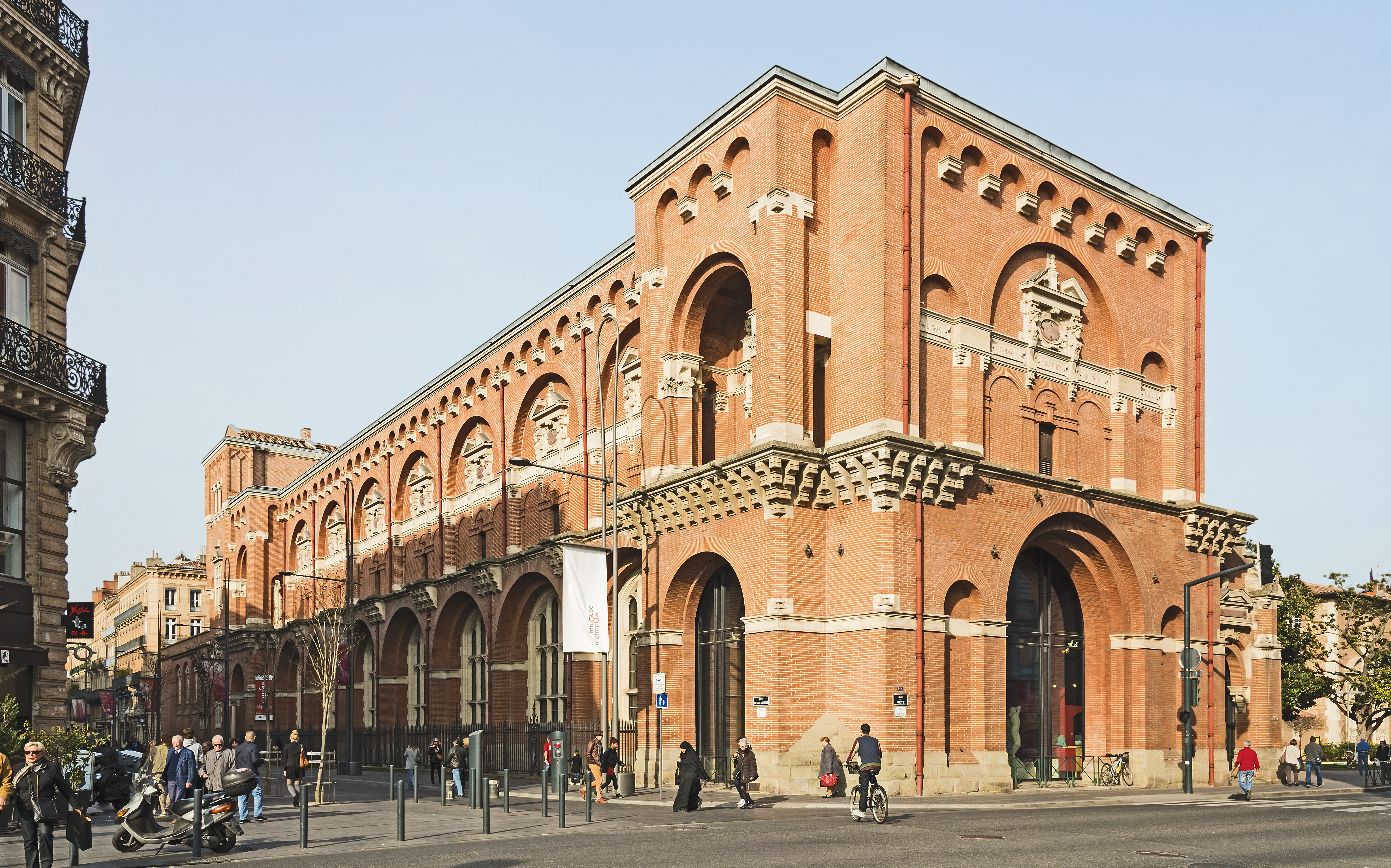
Musée des Augustins, Außenansicht

Das Musée des Augustins ist ein Kunstmuseum in der südfranzösischen Stadt Toulouse. Das 1793 begründete Museum befindet sich im Zentrum der Stadt in einem ehemaligen Augustinerkloster, von dem sich der Name des Museums ableitet. Zur Sammlung gehören Gemälde, Skulpturen und weitere Kunstwerke vom Mittelalter bis zur Mitte des 20. Jahrhunderts.

## Geschichte
Die Gründung des Museums erfolgte 1793 im Rahmen der Französischen Revolution, als per nationalem Dekret nach dem Musée du Louvre in Paris weitere staatliche Museen in der Provinz entstanden. Zunächst als Musée provisoire du Midi de la République (Vorläufiges Museum des Südens der Republik) bezeichnet, gehört es zu den ältesten Museen in Frankreich. Als Gebäude wurde dem neuen Museums das Couvent des Augustins de Toulouse zugewiesen, ein 1309 begründetes Augustinerkloster, das bereits 1789 verstaatlicht wurde. Für das Publikum öffnete das Museum erstmals am 27. August 1795. Erste Sammlungsbestände stammten aus der Königlichen Kunstakademie von Toulouse. Durch den staatlichen Chaptal-Erlass von 1801 und den folgenden Dekreten gelangten zahlreiche beim Adel und der Kirche beschlagnahmte Kunstwerke in die Provinzmuseen. Hiervon profitierte auch das Museum in Toulouse, das beispielsweise Werke aus den Sammlungen des Kardinals François-Joachim de Pierre de Bernis und des Diplomaten Jacques-Laure Le Tonnelier de Breteuil erhielt. Zudem gelangten Kunstwerke in das Museum, die während der Napoleonischen Kriege im Ausland erbeutet wurden. Nachdem das Museum in städtischen Besitz überging, kamen im 19. Jahrhundert zudem zahlreiche Kunstwerke aus abgebrochenen Kirchengebäuden hinzu. 1868 wurde das gotische Refektorium der Klosteranlage für den Bau der Rue Elsass-Lothringen abgerissen. Entlang dieser Straße entstand von 1880 bis 1901 ein von Denis Darcy entworfener Museumsanbau.

### Restaurierung der Kirche
Im Jahre 1950 beschloss die Denkmalverwaltung wegen Platzproblemen, die Kirche in ihrem ursprünglichen Aussehen wiederherzustellen. Die in der Kirche ausgestellten Werke wurden bis zur Sanierung der alten Kirche eingelagert. Die Kirche ist wertvolles Werk der Südgotik in Toulouse. Sie besteht aus einem einschiffigen Bau mit acht Jochen mit Kreuzrippengewölben, Seitenkapellen zwischen den Strebepfeilern und einem sterngewölbten Chor.
Dabei wurden die Mauern, welche die Kapelle und die Sakristei im Ostflügel trennen, wiederhergestellt. Ab 1975 wurde die Fläche der Ausstellungsräume vergrößert und das Kloster restauriert. Schließlich wurde im Südosten ein neuer Eingang gebaut, indem das Portal der Kapelle der Schwarzen Büßer, früher in der Rue Saint-Jérôme, hier wiederaufgebaut wurde. Im Jahr 1981 wurden die von Paul Mesplé, dem Kurator des Museums, und dem Architekten Sylvain Stym-Popper 1950 begonnenen Arbeiten, die danach von dem Architekten Yves Boiret und dem Kurator Denis Milhau übernommen wurden, abgeschlossen. Die neuen Stützen für die Ausstellung der romanischen Skulpturen wurden von dem Architekten Pierre Debeaux entworfen. Seitdem wurden weitere Verbesserungen vorgenommen. Die Skulptur des Brunnens im kleinen Kreuzgang ist das Werk von Robert Fachard.

## Sammlung
Das Museum verfügt über einen Sammlungsbestand von rund 4000 Objekten, die sich hälftig auf die Bereiche Skulptur und Malerei aufteilen.

### Skulpturen
Zur umfangreichen Skulpturenabteilung gehören romanische Kapitelle und Wandfriese, die ursprünglich aus der Kathedrale von Toulouse und den Basiliken Notre-Dame de la Daurade und St-Sernin stammen. Aus der Zeit der Gotik zeigt das Museum Steinsarkophage, Begräbnisreliefplatten, ein steinernes Friedhofskreuz aus dem 14. Jahrhundert, eine Reihe von Wasserspeiern der Église des Cordeliers de Toulouse und verschiedene Holz- und Steinfiguren, die Christus, die Mutter Gottes oder Heilige darstellen. Unter den Renaissance-Skulpturen finden sich neben sakraler Kunst auch eine Bronzeskulptur von Jean Rancy mit der Darstellung der Dame Tholose, der weiblichen Allegorie auf die Stadt Toulouse. Eine weitere Bronzeskulptur eines unbekannten Künstlers zeigt Merkur als Kopie nach dem Original von Giovanni da Bologna. Zu den Skulpturen des Barock in der Sammlung gehören eine Terrakotta-Porträtbüste von König Ludwig XIV. des Bildhauers Marc Arcis, eine Gipsbüste des Belisar von Jean-Antoine Houdon, eine Gipsbüste der Madame de la Popelinière-Mondran von Jean-Baptiste Lemoyne, eine ganzfigurige Terrakottaarbeit des Franz von Sales im Gebet von Augustin Pajou und eine ganzfigurige Steinskulptur Jungfrau mit Kind, die den Dämon der Häresie mit den Füßen tritt von Gervais Drouet.

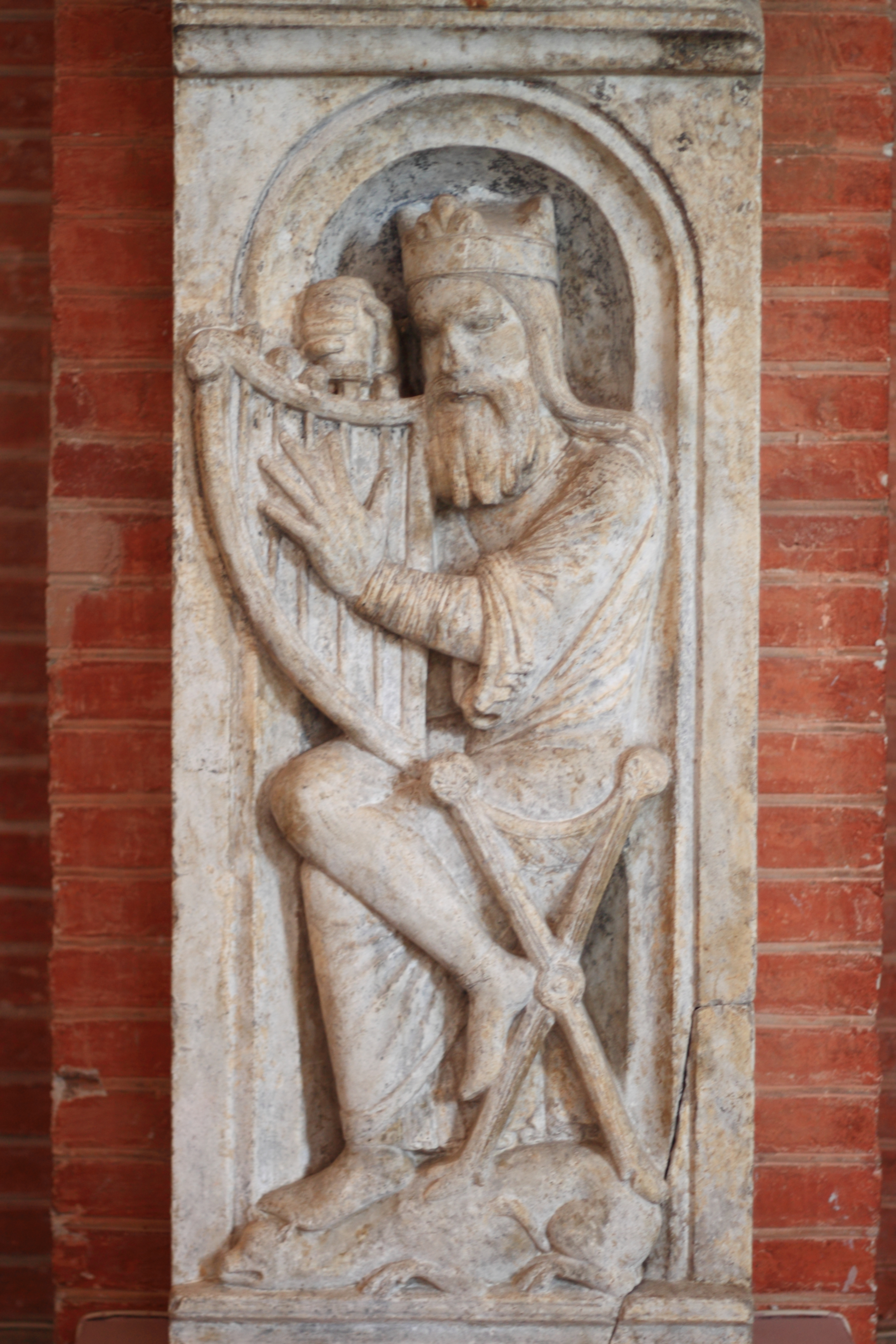
Romanisches Wandfries König David mit der Harfe aus der Kirche Notre-Dame de la Daurade
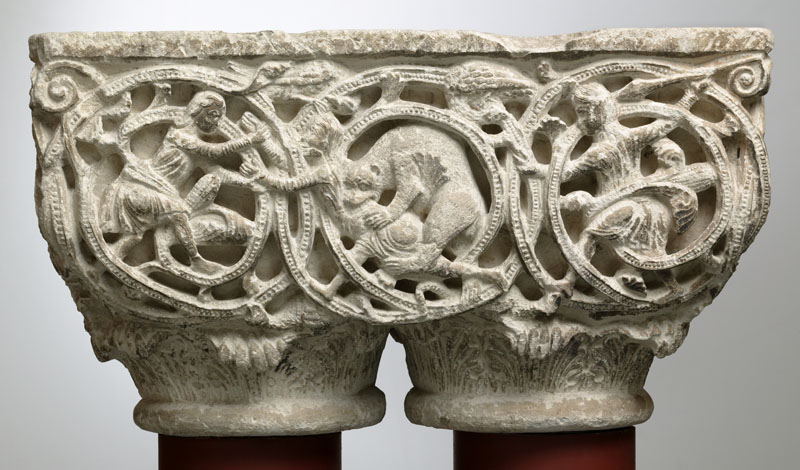
Kapitell mit Jagdszenen aus der Kirche Notre-Dame de la Daurade
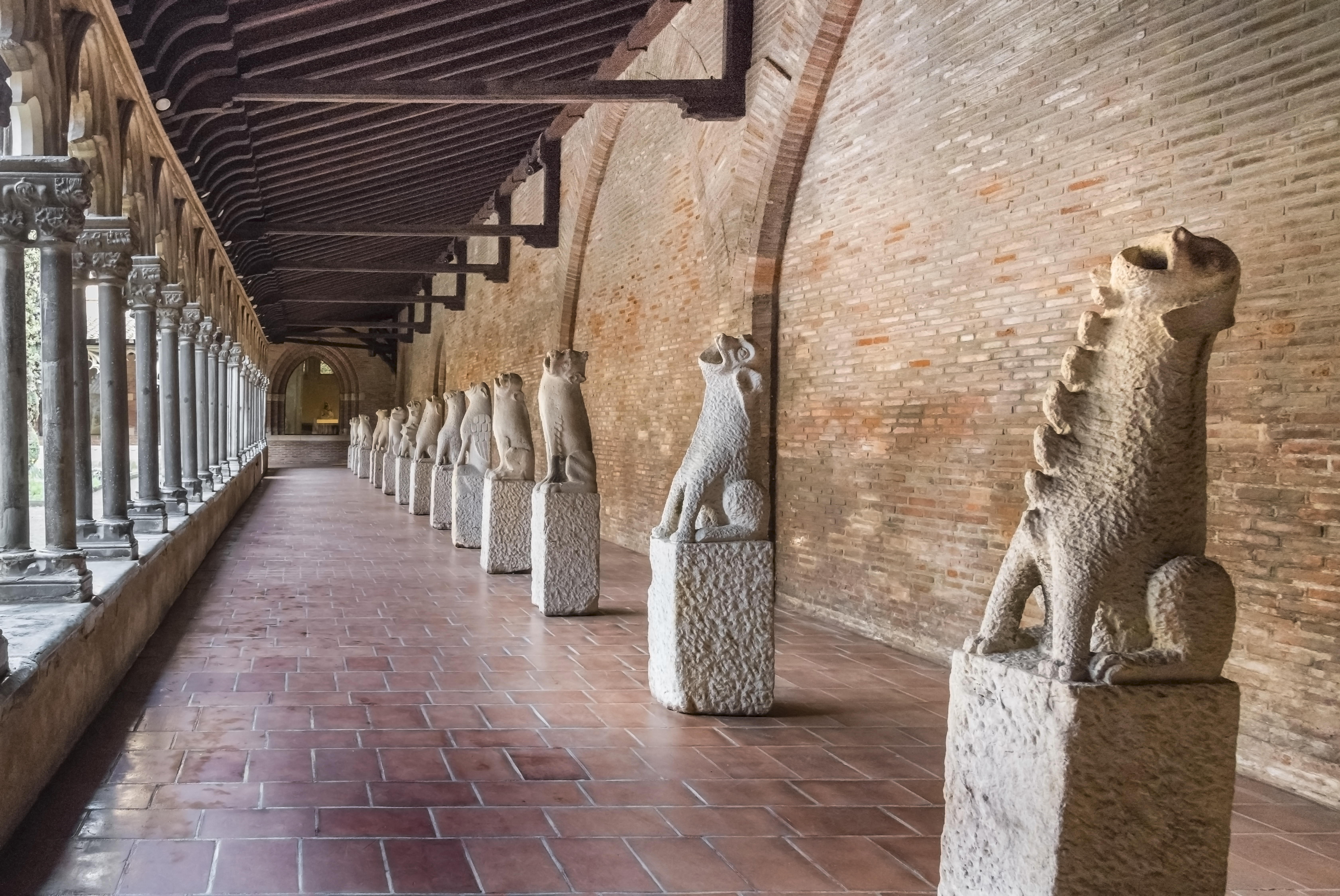
Wasserspeier aus der Église des Cordeliers im Kreuzgang des Museums.
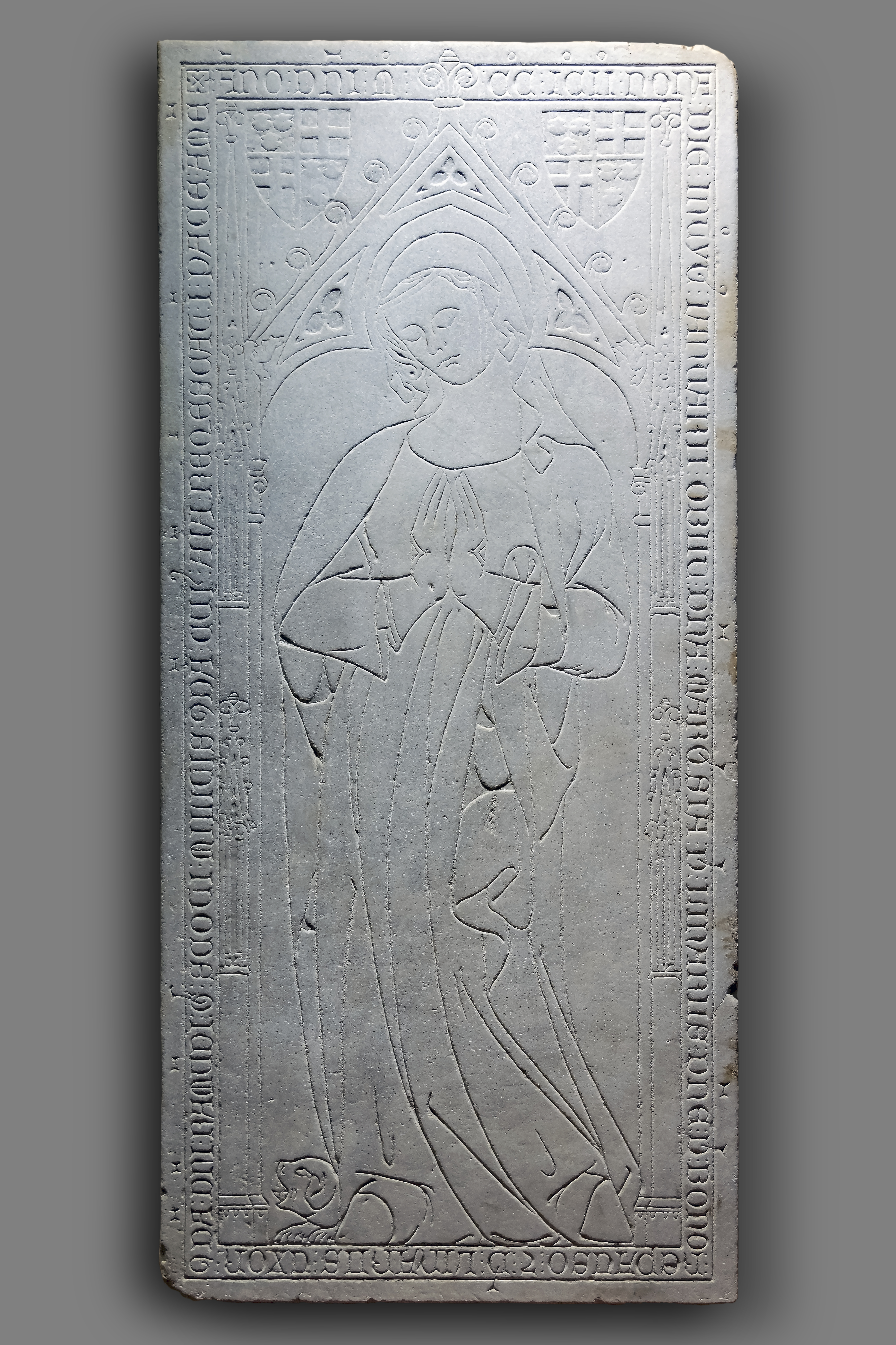
Grabplatte der Marquesia de Linars
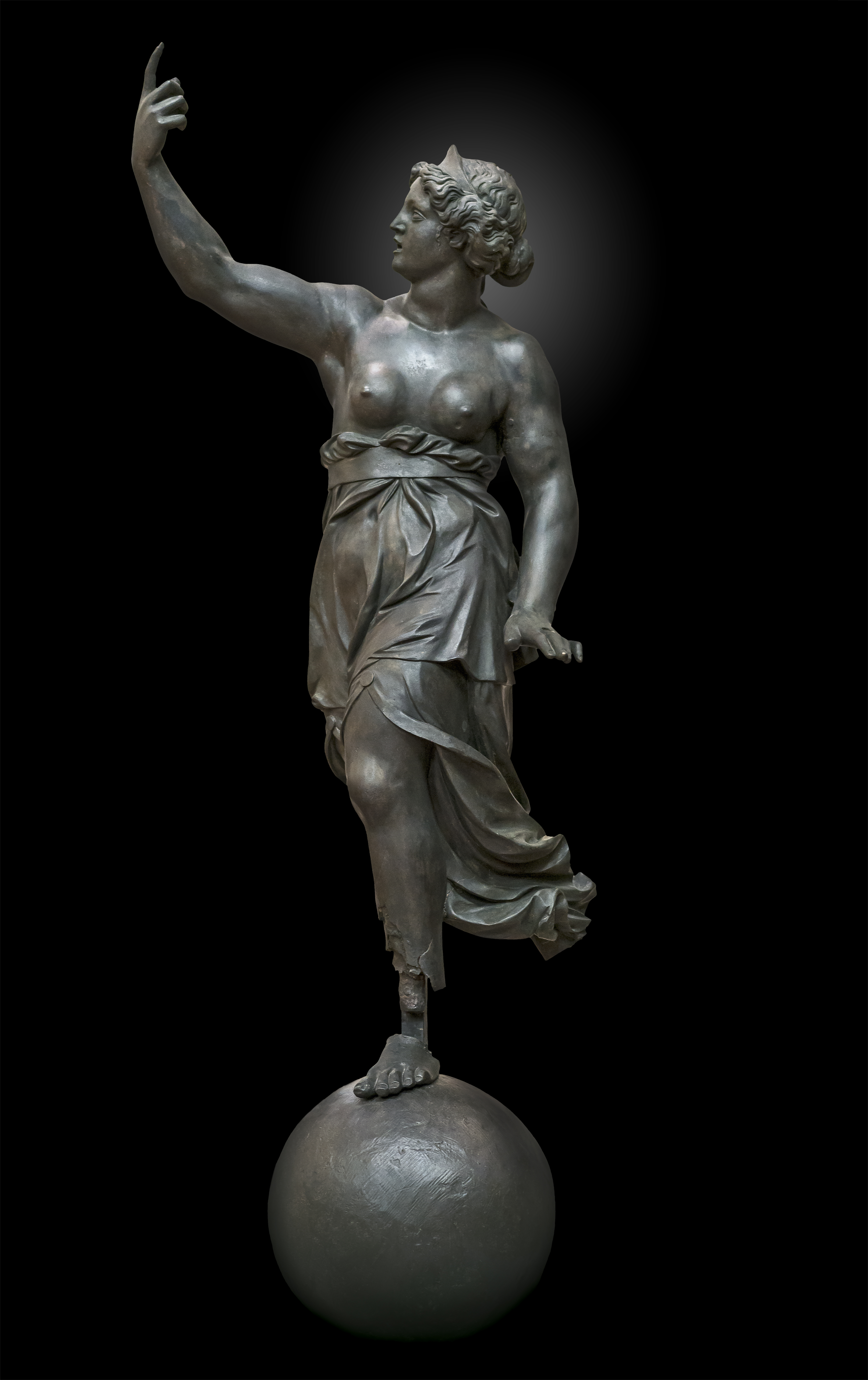
Jean Rancy: Dame Tholose
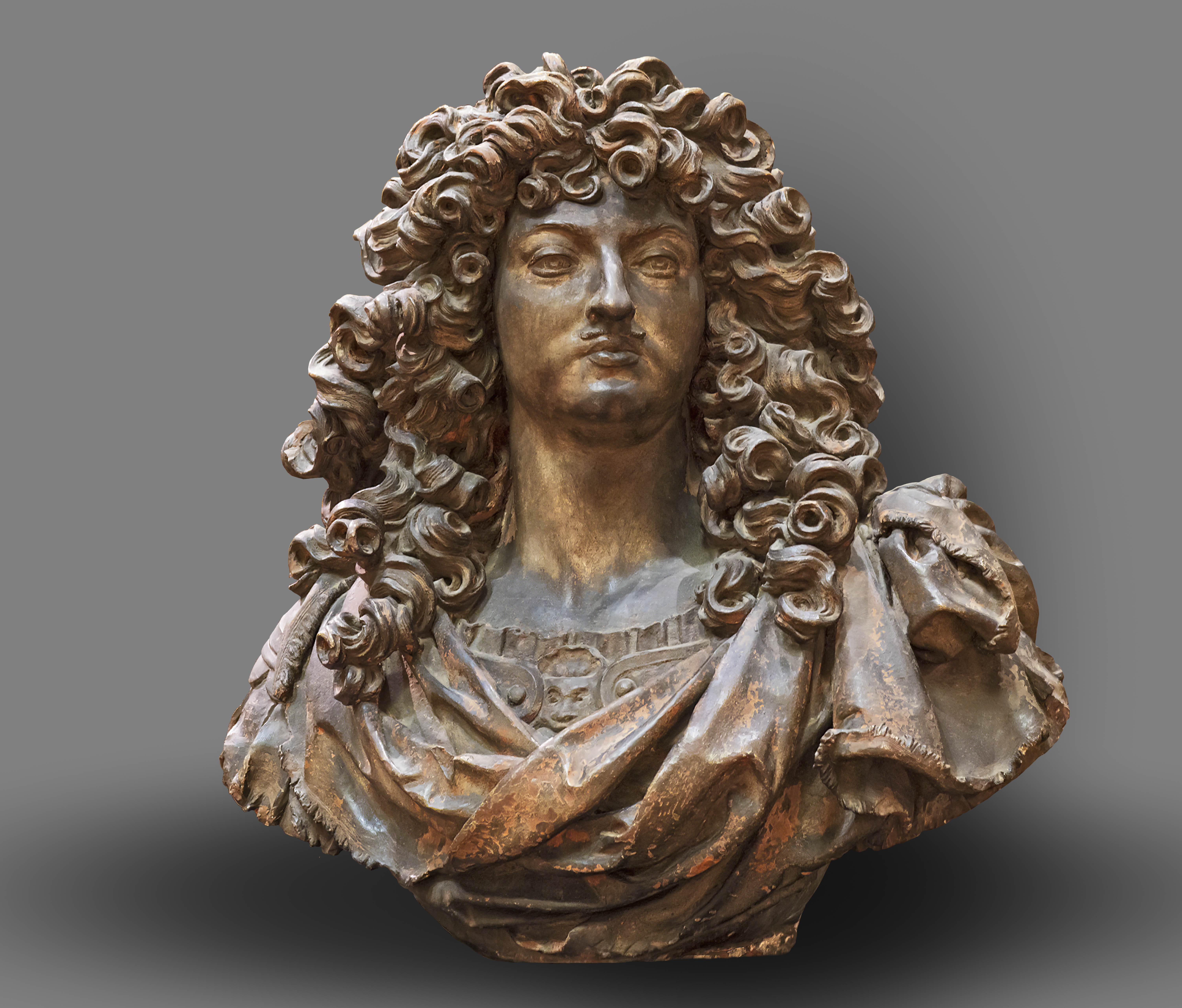
Marc Arcis: Büste von Ludwig XIV.

In der Skulpturensammlung sind Exponate aus dem 19. Jahrhundert und des frühen 20. Jahrhunderts besonders reich vertreten. Eine Reihe von Arbeiten gibt es von dem aus Toulouse stammenden Bildhauer Alexandre Falguière, darunter ein Faun mit Weintrauben. Von Antoine-Louis Barye stammt das Historienmotiv Karl VI. erschrickt im Wald von Le Mans, von Eugène Thivier die allegorische Marmorskulptur Cauchemar (Albtraum) und von Jean-Antoine-Marie Idrac eine Figur der Salambo. Hinzu kommen Werke wie die Büste des Jean-Paul Laurens von Auguste Rodin und Paul Claudel im Alter von sechs Jahren von Camille Claudel.

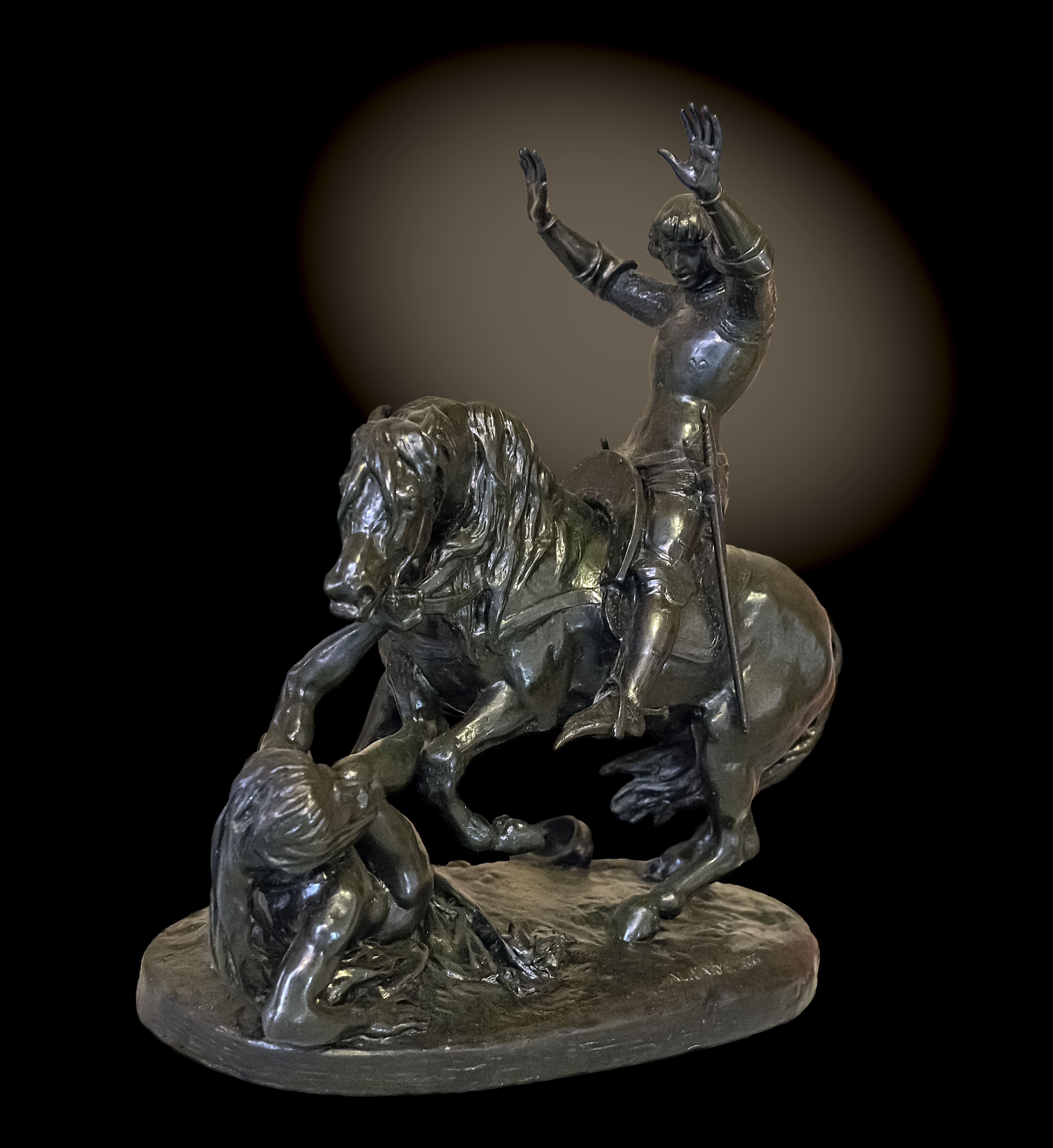
Antoine-Louis Barye: Karl VI. erschrickt im Wald von Le Mans
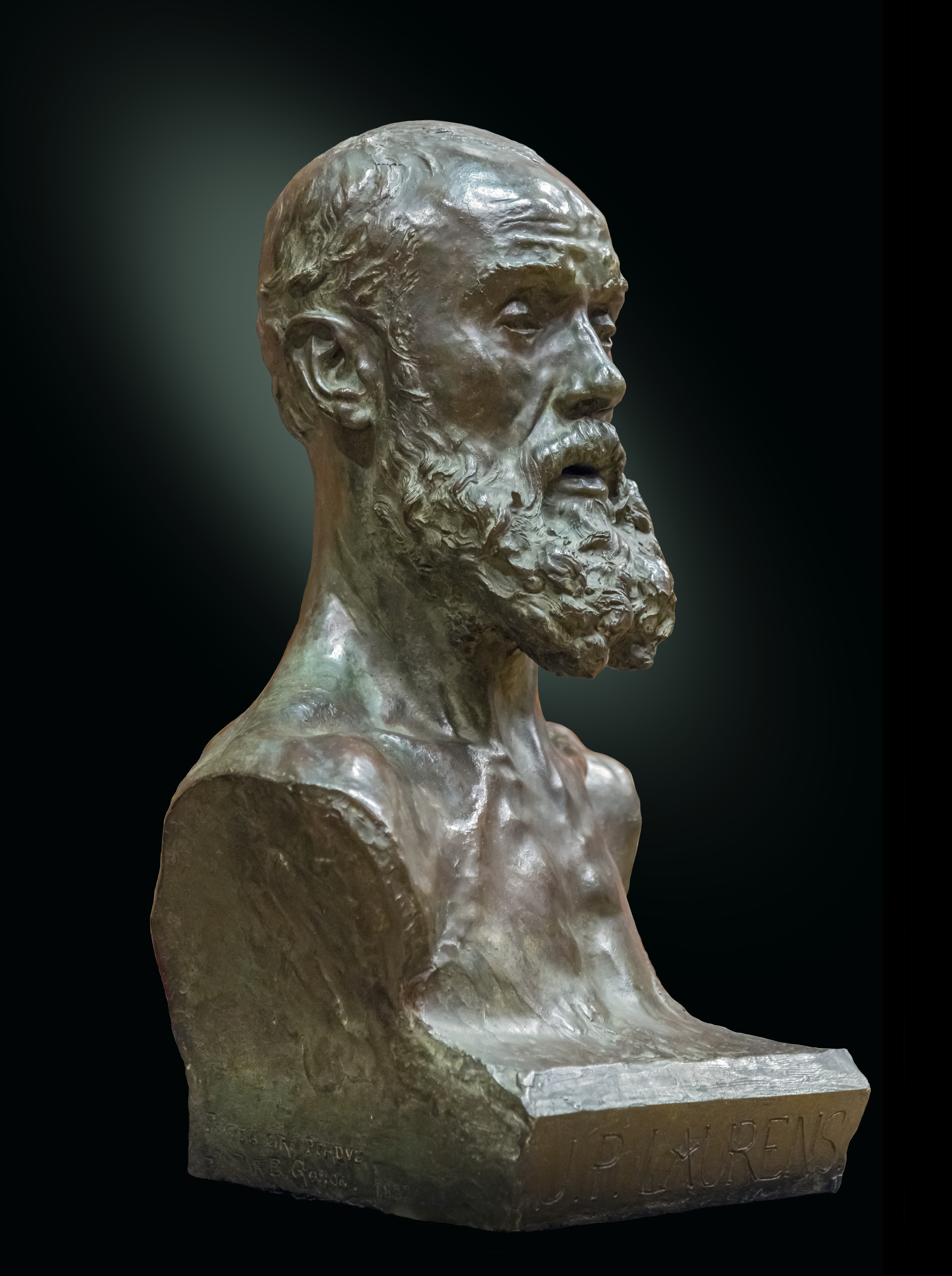
Auguste Rodin: Büste des Jean-Paul Laurens
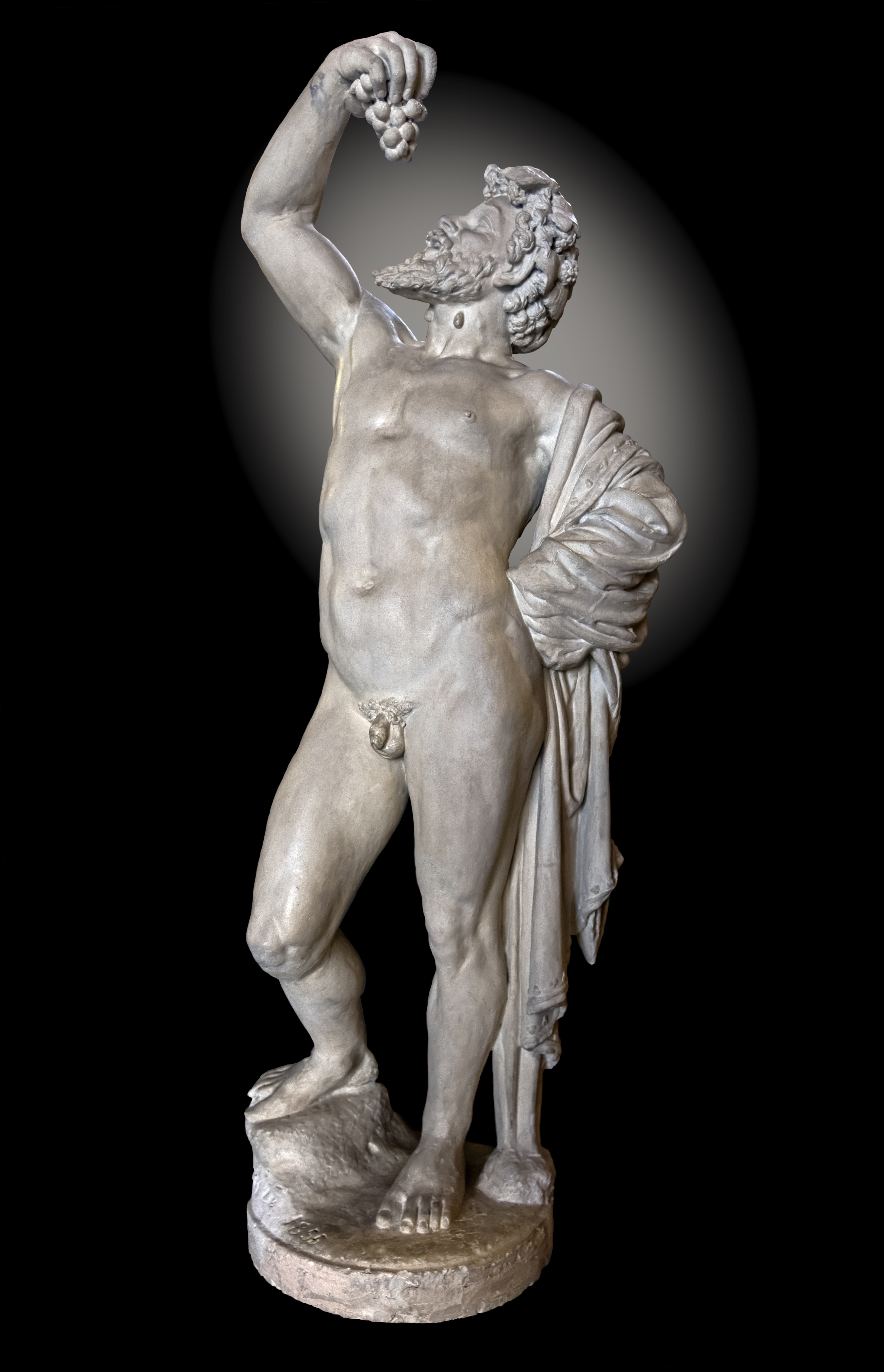
Alexandre Falguière: Faun mit Weintrauben
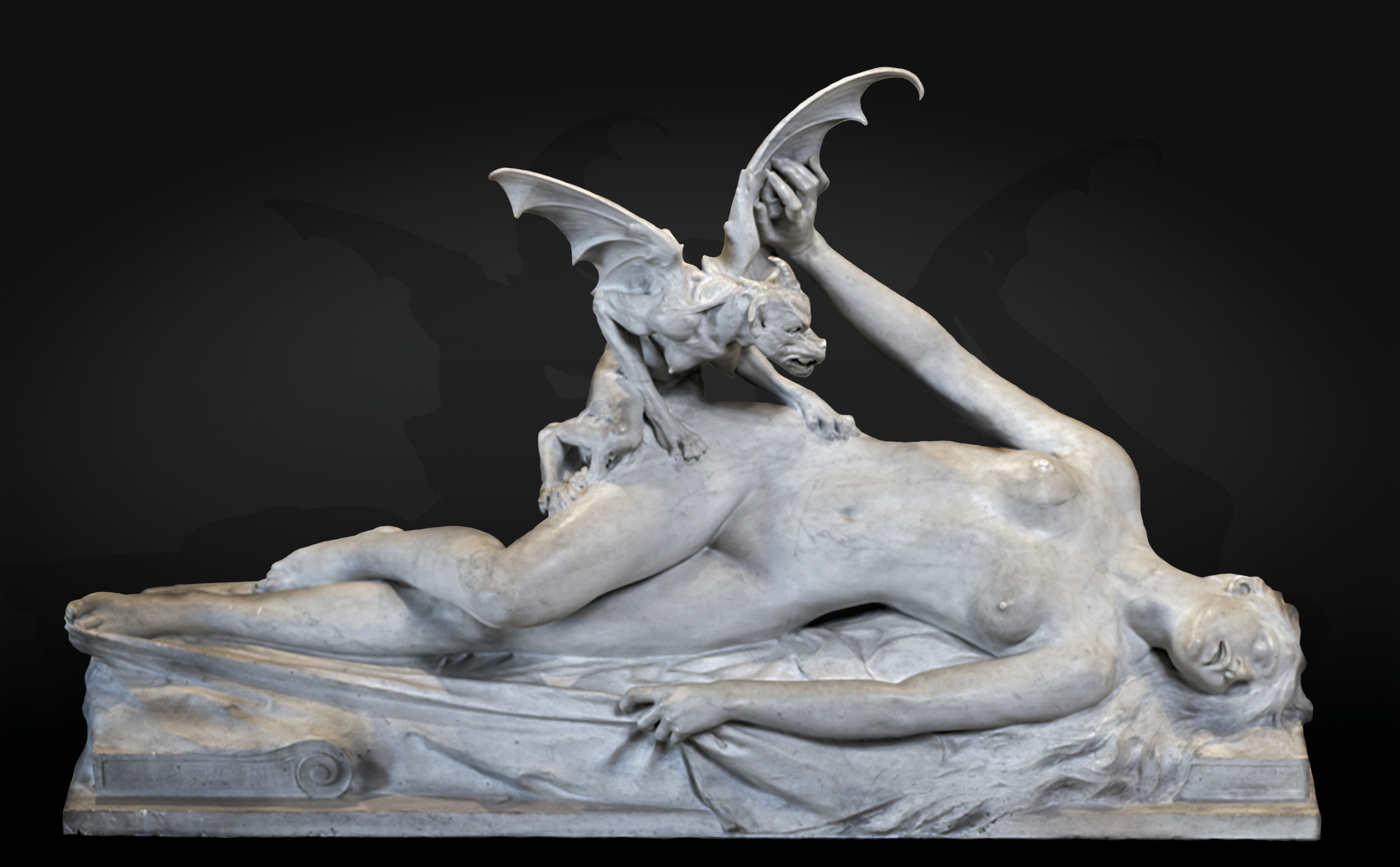
Eugène Thivier: Le Cauchemar
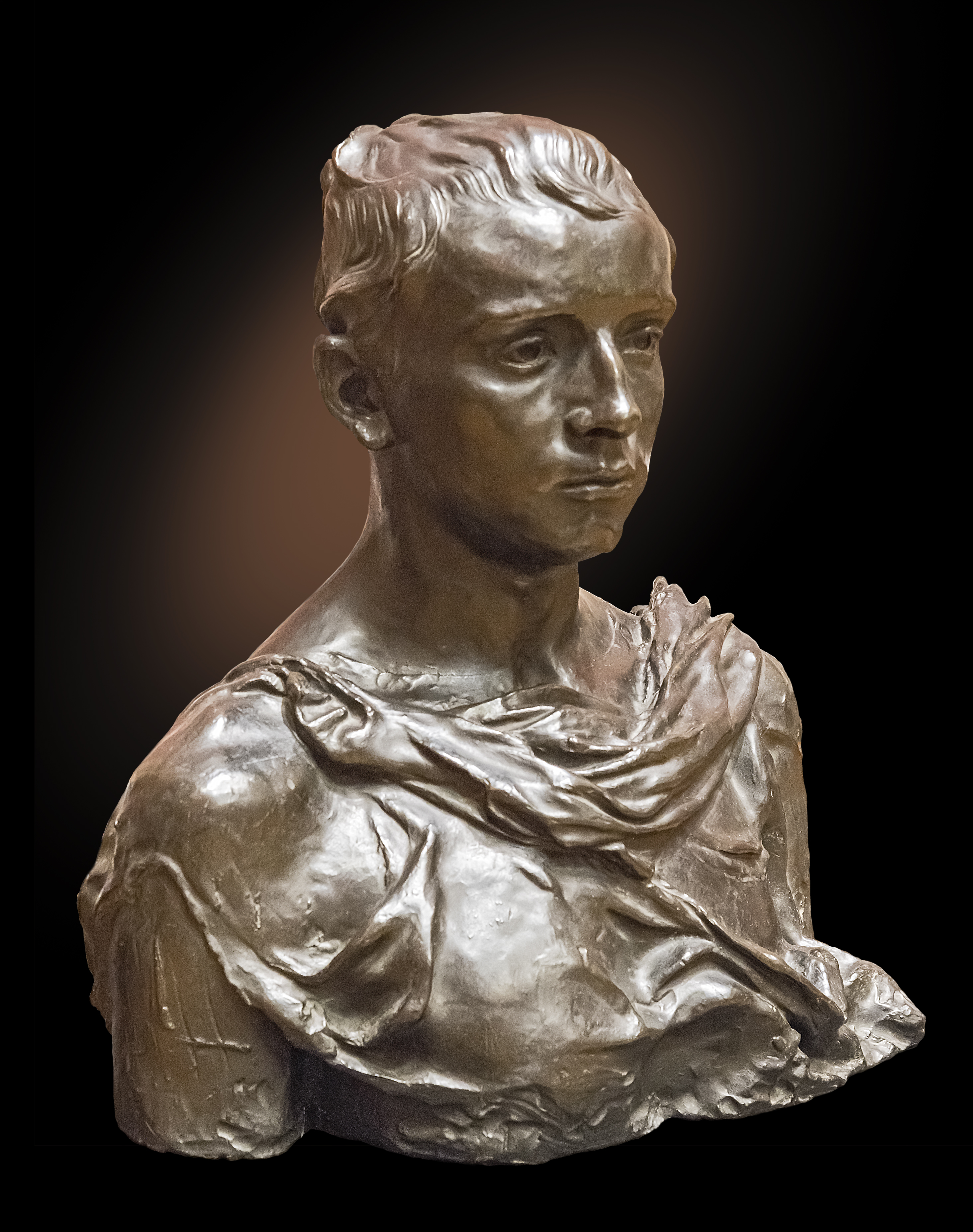
Camille Claudel: Paul Claudel im Alter von sechs Jahren
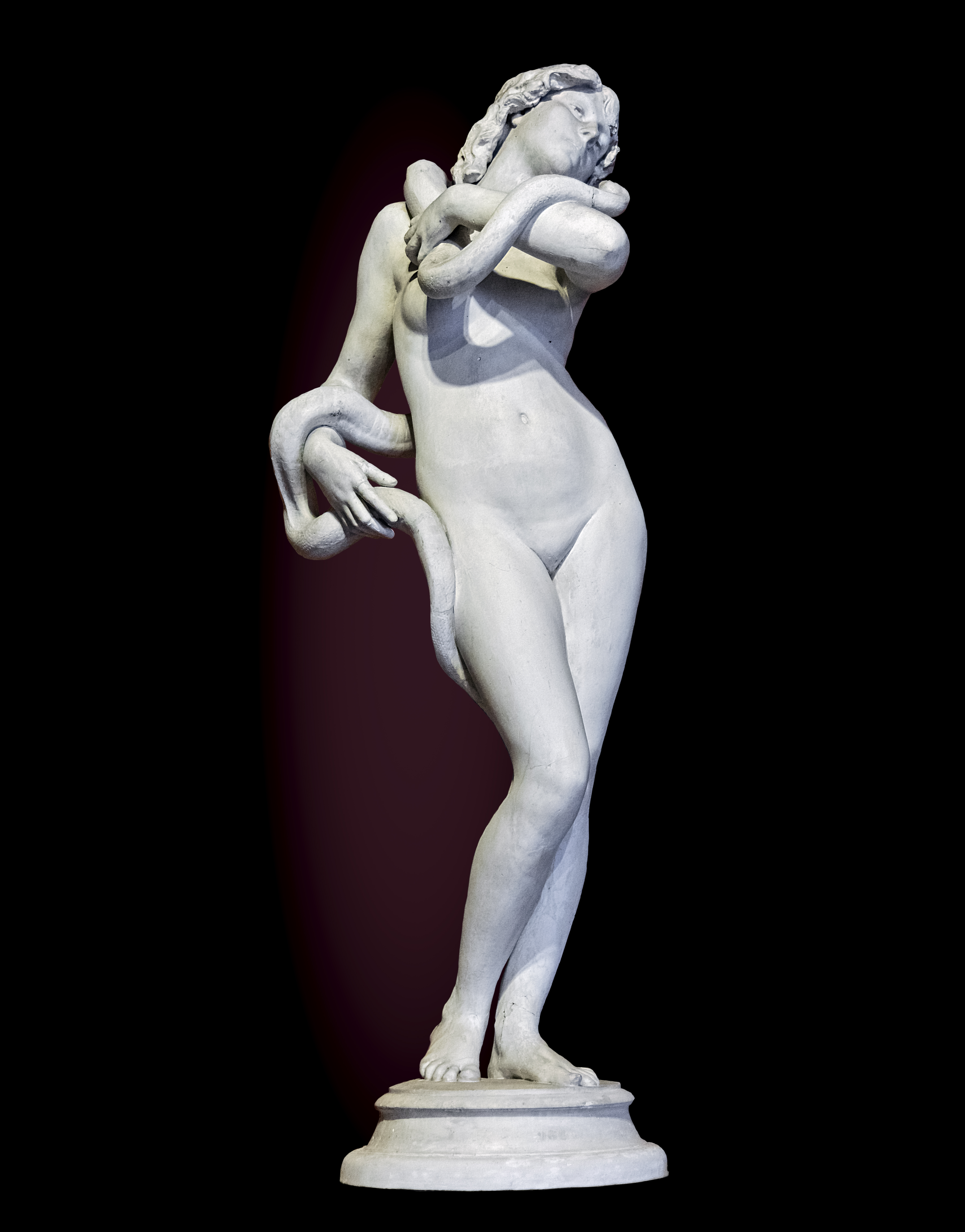
Jean-Antoine-Marie Idrac: Salambo

### Malerei
Zu den frühesten Beispielen der Malerei im Musée des Augustins gehört ein florentinisches Gemälde von Neri di Bicci und Lorenzo Monaco, das Christus am Kreuz, die Jungfrau, der heilige Johannes und Magdalena darstellt. Ein weiteres frühes Beispiel ist das um 1460–1470 entstandene Altarbild eines unbekannten Künstlers, das Christus am Kreuz zwischen der Jungfrau, dem Heiligen Johannes und den vermuteten Stiftern König Karl VII. mit dem Dauphin zeigt. Die Malerei der Renaissance ist vertreten durch sakrale Werke wie Die heilige Familie von Jacopo Zucchi oder Der Evangelist Johannes und der heilige Augustinus von Perugino. Zur Sammlung der Barockmalerei gehören Werke wie Christus, das Kreuz tragend von Guido Reni, Christus am Kreuz zwischen den zwei Dieben von Peter Paul Rubens, Das Eselswunder des heiligen Antonius von Padua von Anthonis van Dyck, Die Herrlichkeit der Heiligen von Giovanni Francesco Barbieri gen. Guercino und Didakus in Ekstase vor dem Kreuz von Bartolomé Esteban Murillo.

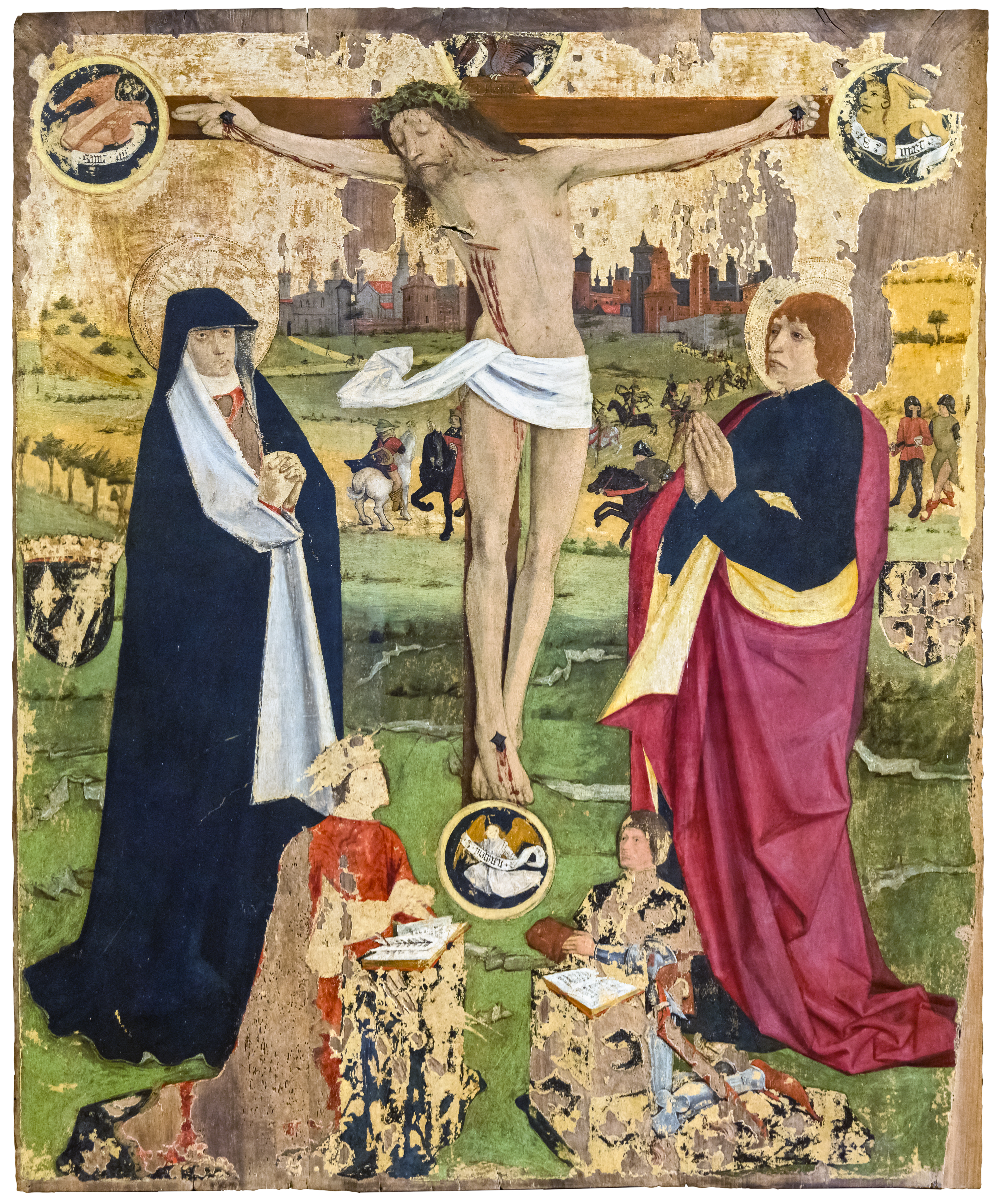
Antoine-Louis Barye: Karl VI. erschrickt im Wald von Le Mans
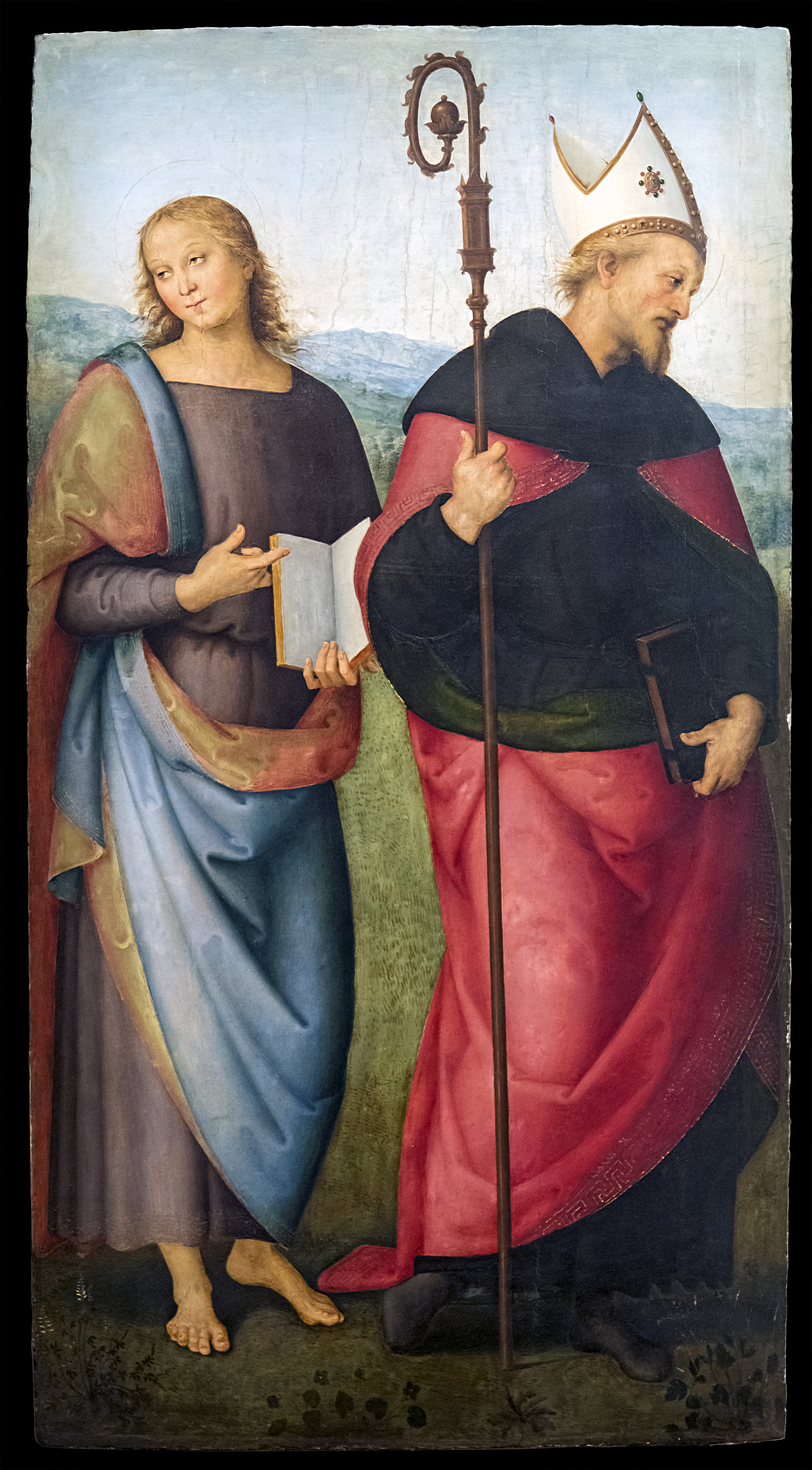
Perugino: Büste des Jean-Paul Laurens
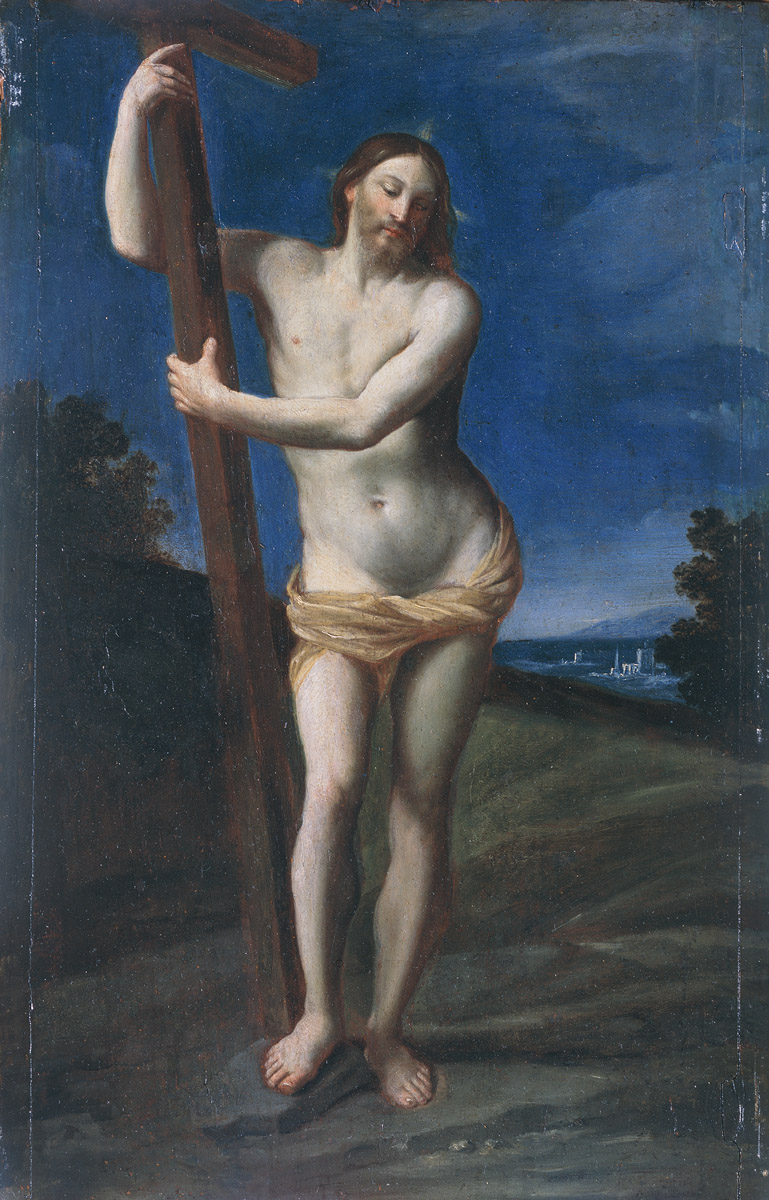
Guido Reni: Christus, das Kreuz tragend
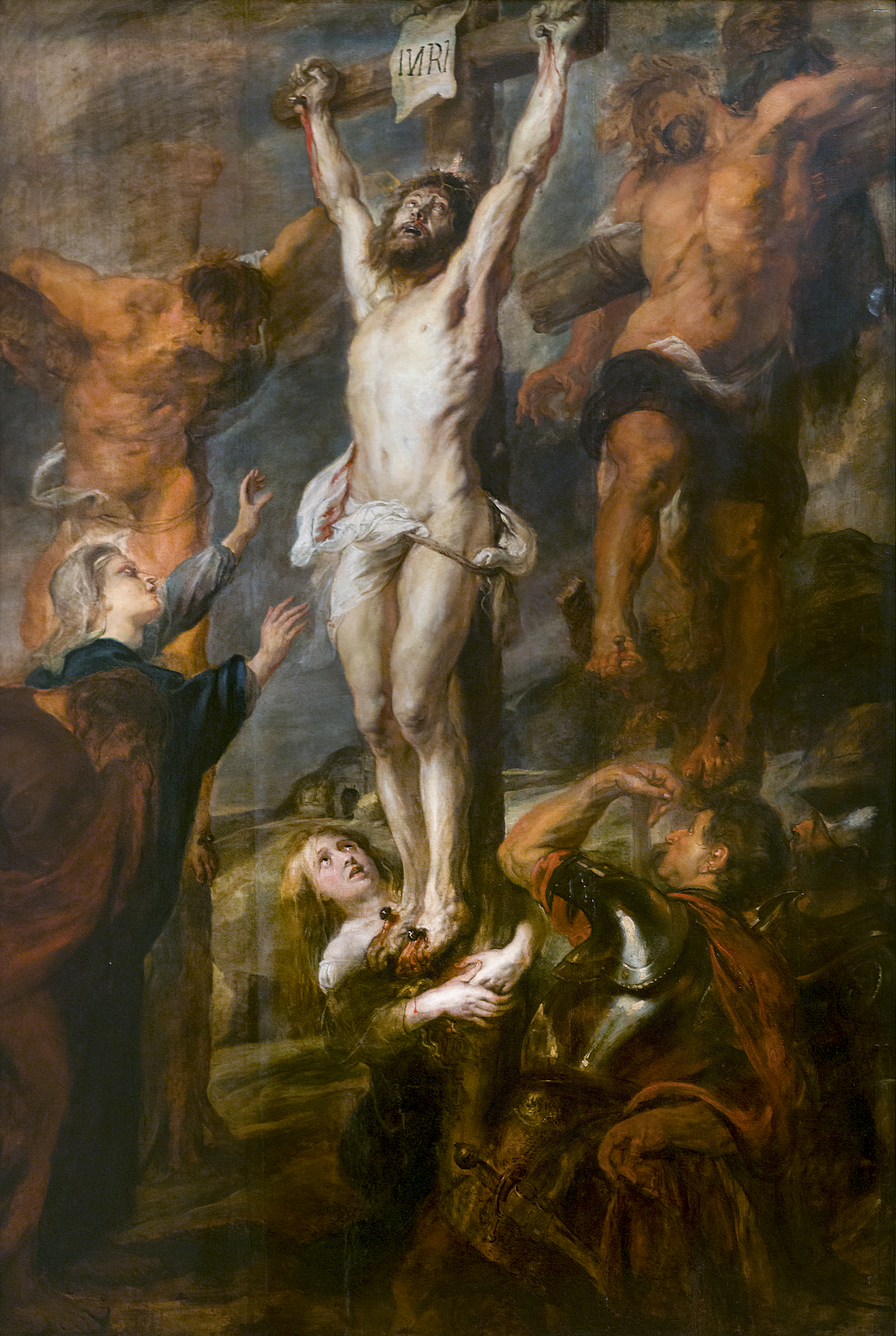
Peter Paul Rubens: Christus am Kreuz zwischen den zwei Dieben
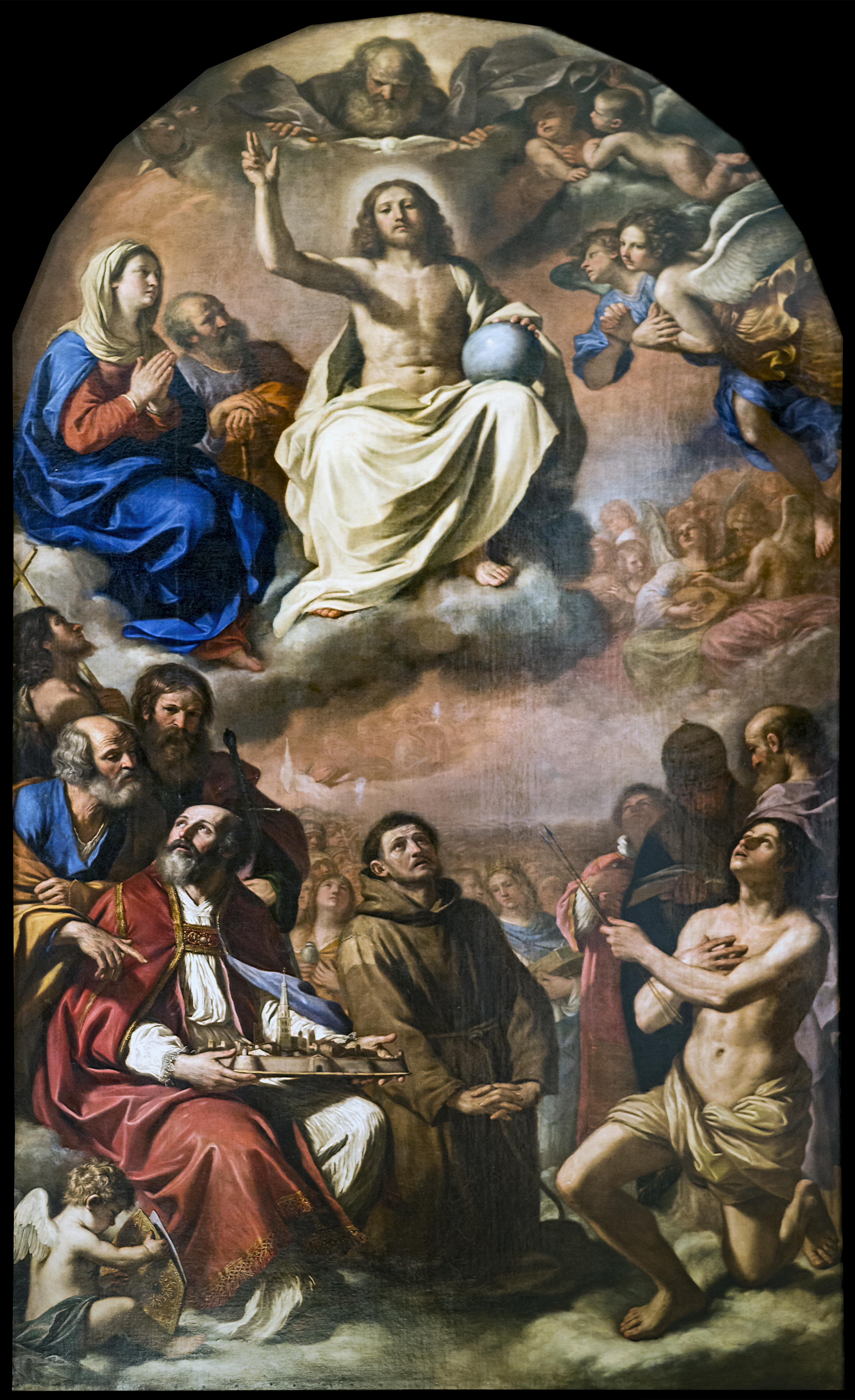
Giovanni Francesco Barbieri: Die Herrlichkeit der Heiligen
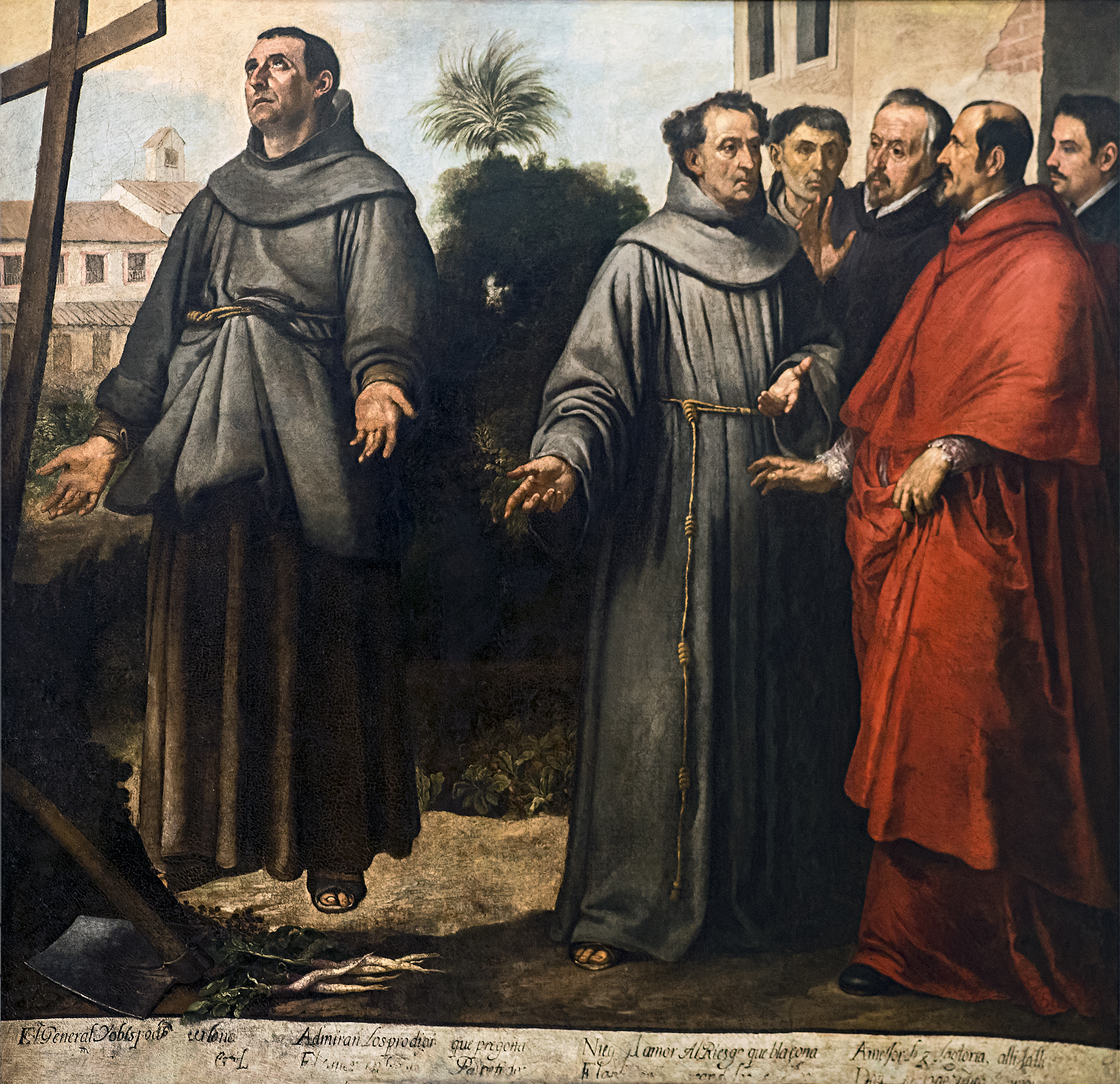
Bartolomé Esteban Murillo: Didakus in Ekstase vor dem Kreuz
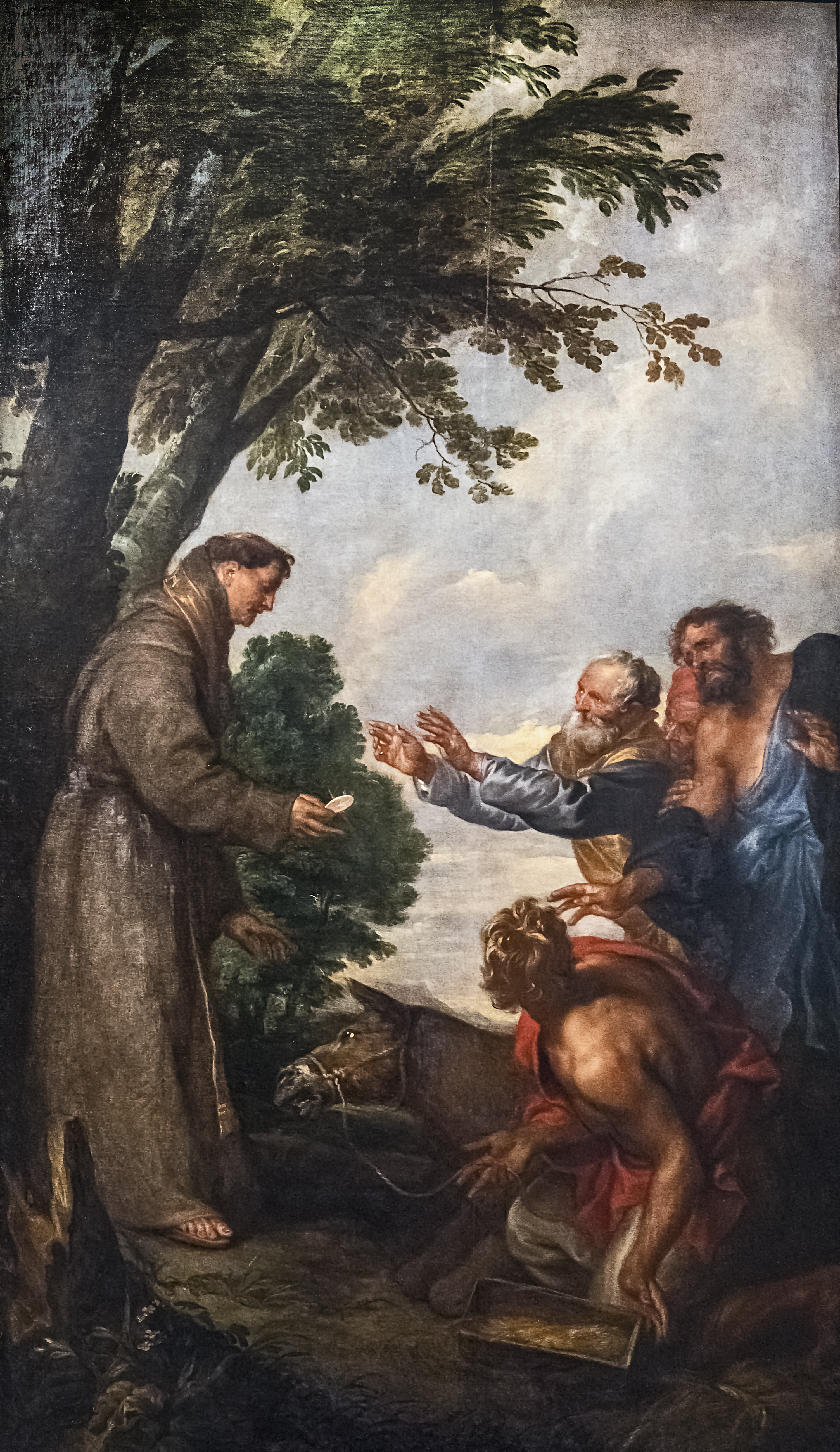
Anthonis van Dyck: Das Eselswunder des heiligen Antonius von Padua

Weitere Beispiele der Barockmalerei in der Sammlung sind die höfische Darstellung Ludwig XV. bei der Jagd im Wald von Saint-Germain von Jean-Baptiste Oudry, aus den Niederlanden eine Bauernkate in einer Landschaft von Jan van Goyen und die venezianische Vedute Rialtobrücke von Francesco Guardi. Bereits vom Klassizismus geprägt erscheint eine Hafenansicht von Claude Joseph Vernet. Aus dem 19. Jahrhundert finden sich in der Sammlung Werke wie das orientalische Motiv Der Sultan von Marokko von Eugène Delacroix, die erotische Darstellung La soif de l’or von Thomas Couture und als Beispiel für ein Werk der Schule von Barbizon das Gemälde Abendstern von Jean-Baptiste Camille Corot.

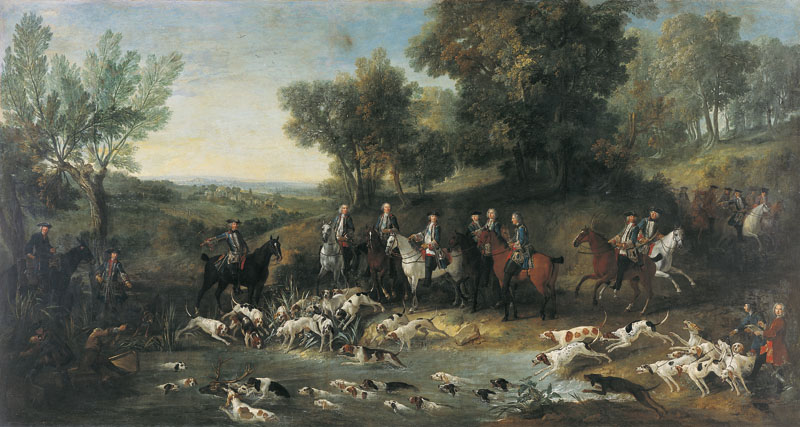
Jean-Baptiste Oudry: Ludwig XV. bei der Jagd im Wald von Saint-Germain
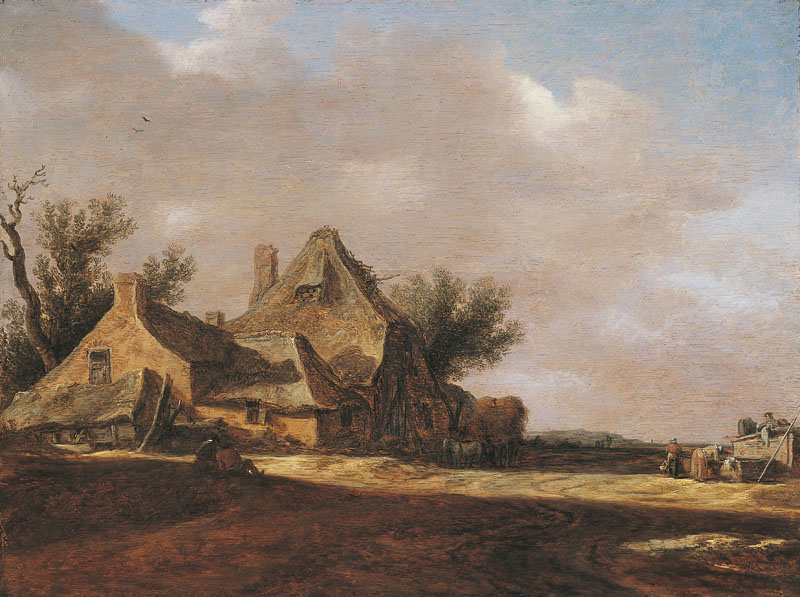
Jan van Goyen: Bauernkate in einer Landschaft
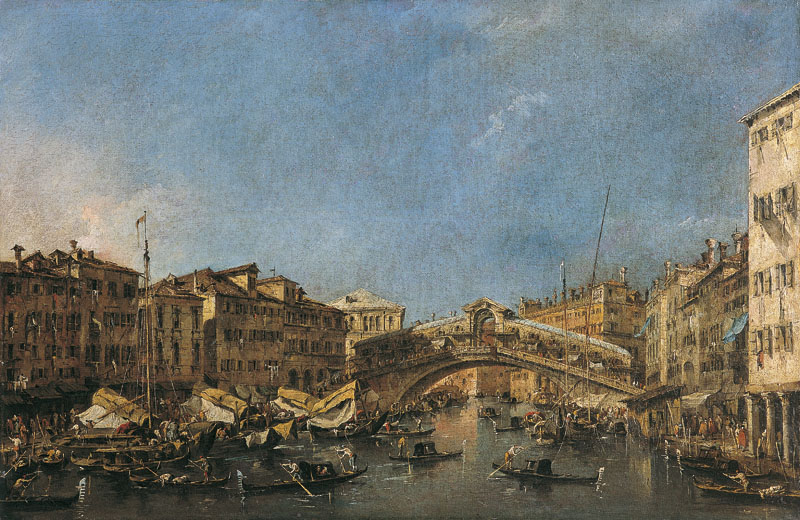
Francesco Guardi: Rialtobrücke
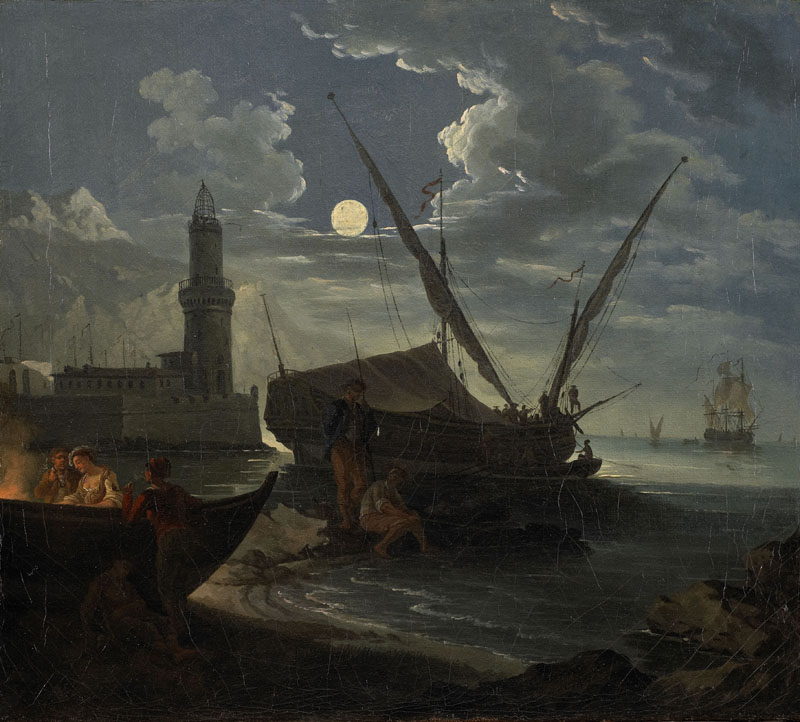
Claude Joseph Vernet: Hafenansicht
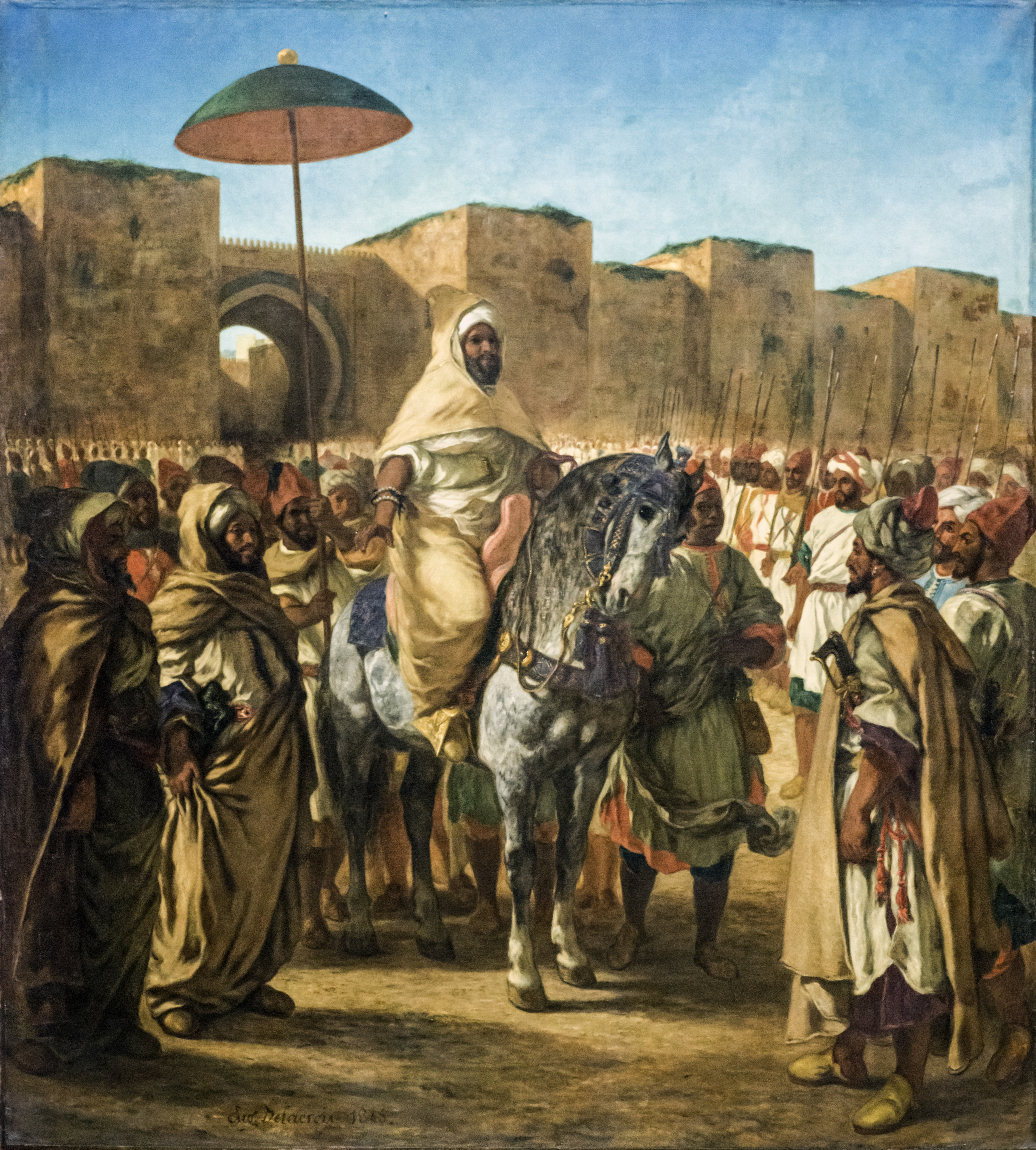
Eugène Delacroix: Der Sultan von Marokko
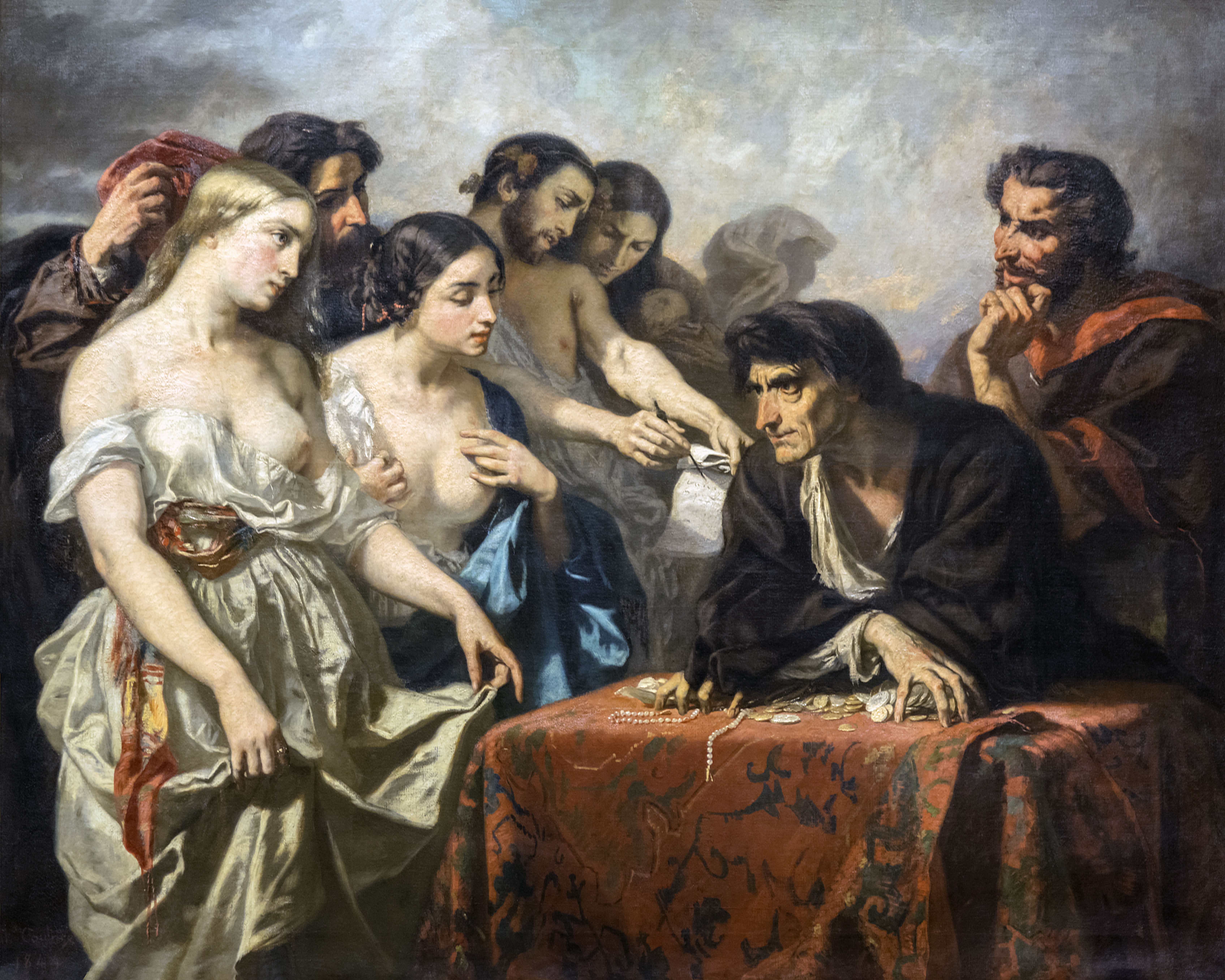
Thomas Couture: La soif de l’or
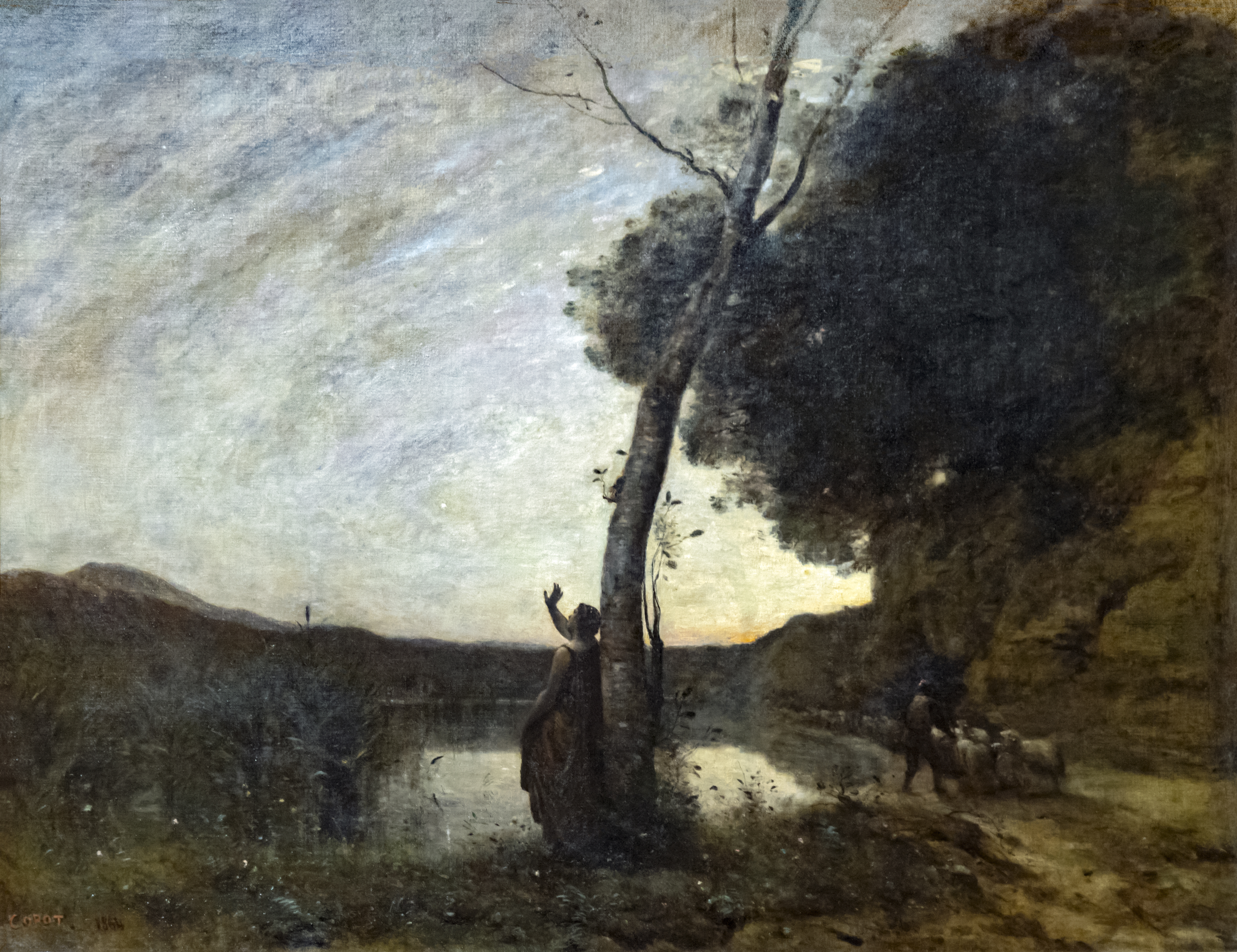
Jean-Baptiste Camille Corot: Abendstern

Von Gustave Courbet als Vertreter des Realismus besitzt das Museum das Landschaftsbild Le Ruisseau du puits noir. Beispiele impressionistischer Malerei sind das Porträt Marguerite de Conflans von Édouard Manet und die Gartenszene Jeune fille dans un parc von Berthe Morisot. Weiterhin gibt es die spätimpressionistische Garderobensznene Conquête de passage von Henri de Toulouse-Lautrec oder im Stil des Symbolismus das Portrait de Madame Auguste Bonheur von Eugène Carrière. Hinzu kommen Werke der Künstlergruppe der Nabis wie Nativité von Maurice Denis und Sous les arbres du pavillon rouge von Édouard Vuillard.

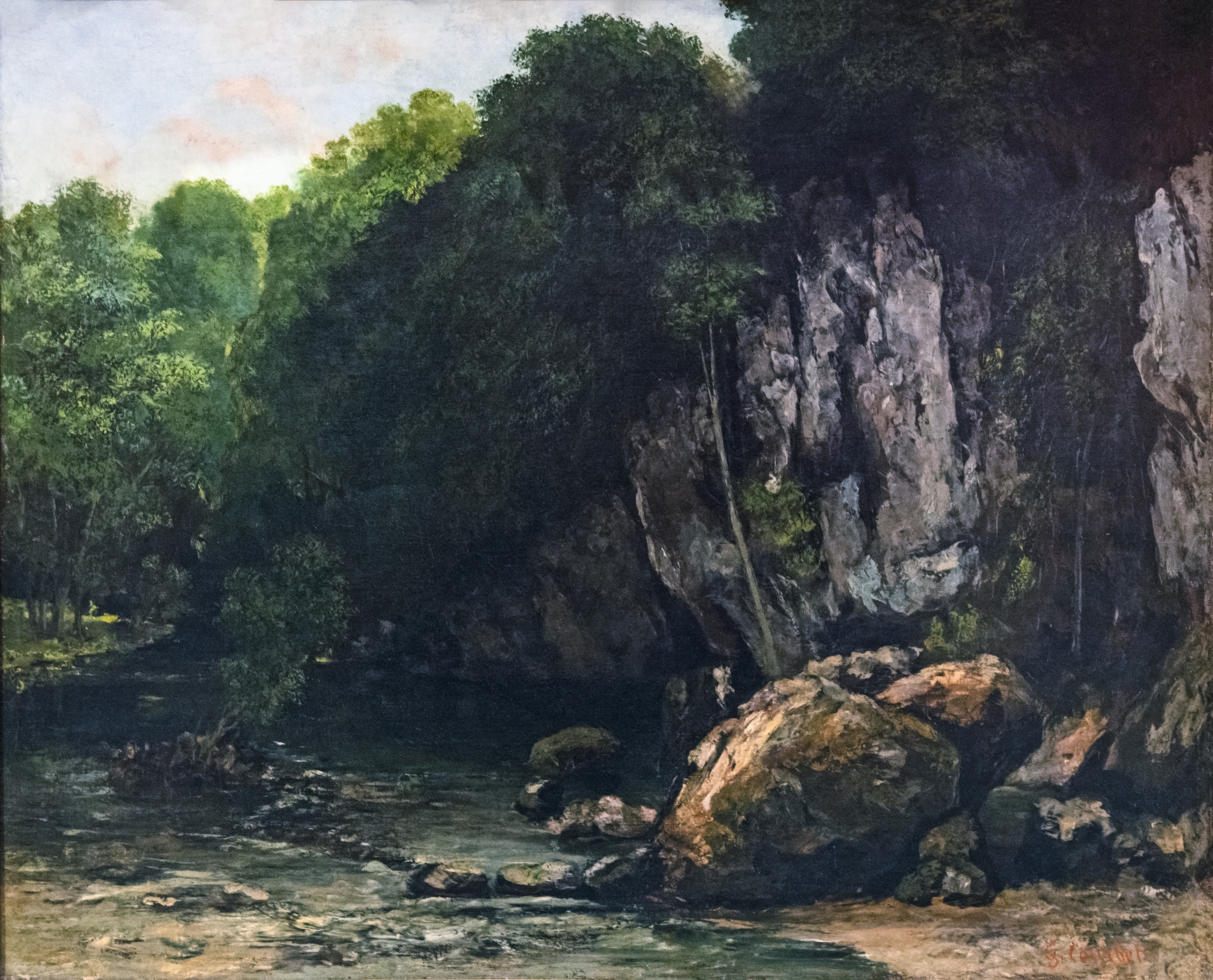
Gustave Courbet: Le Ruisseau du puits noir
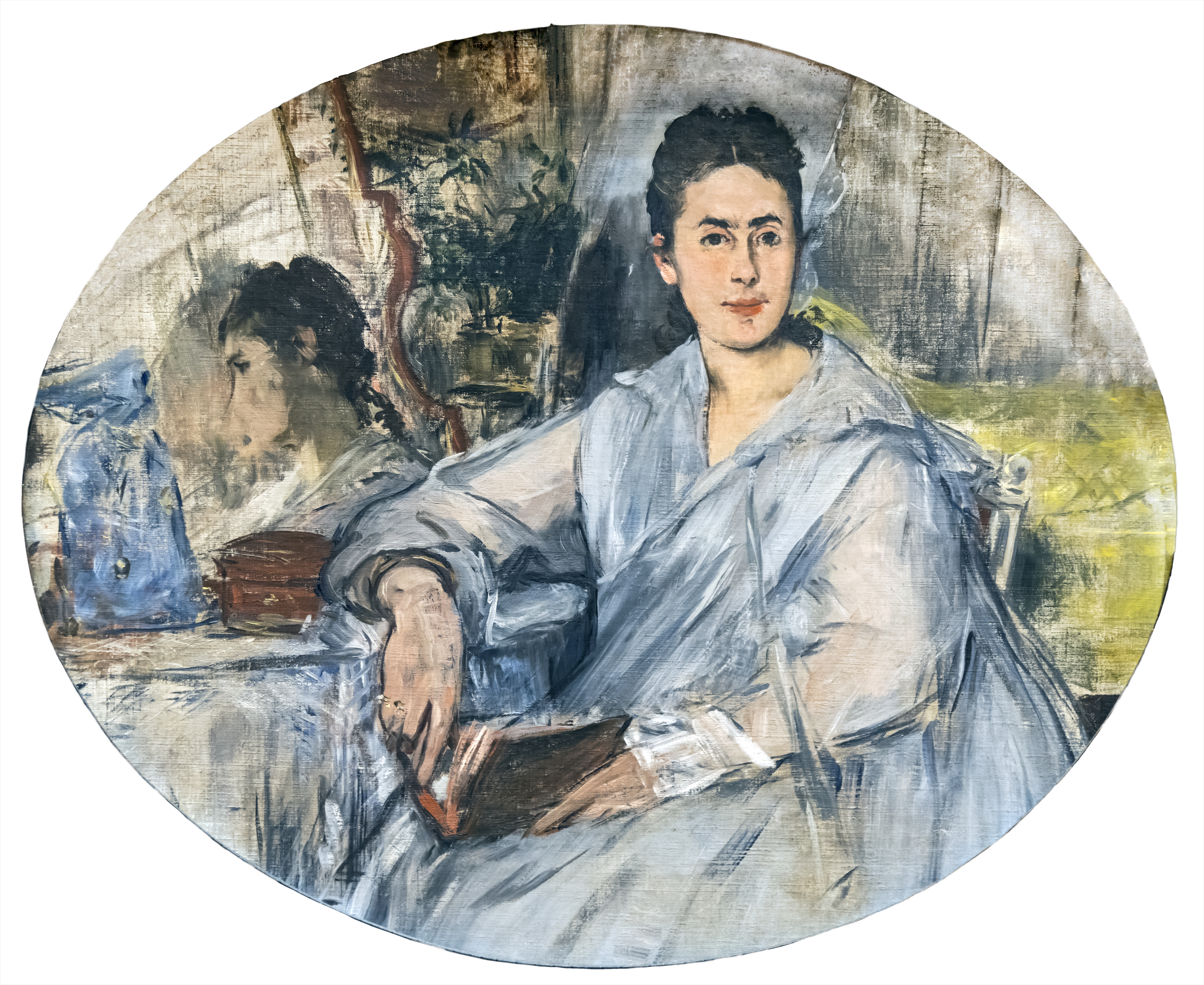
Édouard Manet: Marguerite de Conflans
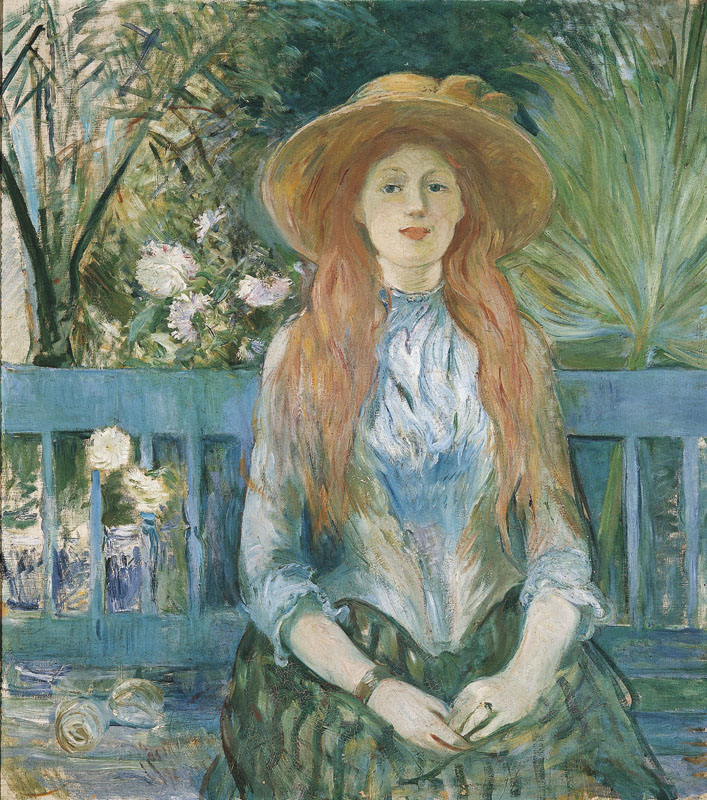
Berthe Morisot: Jeune fille dans un parc
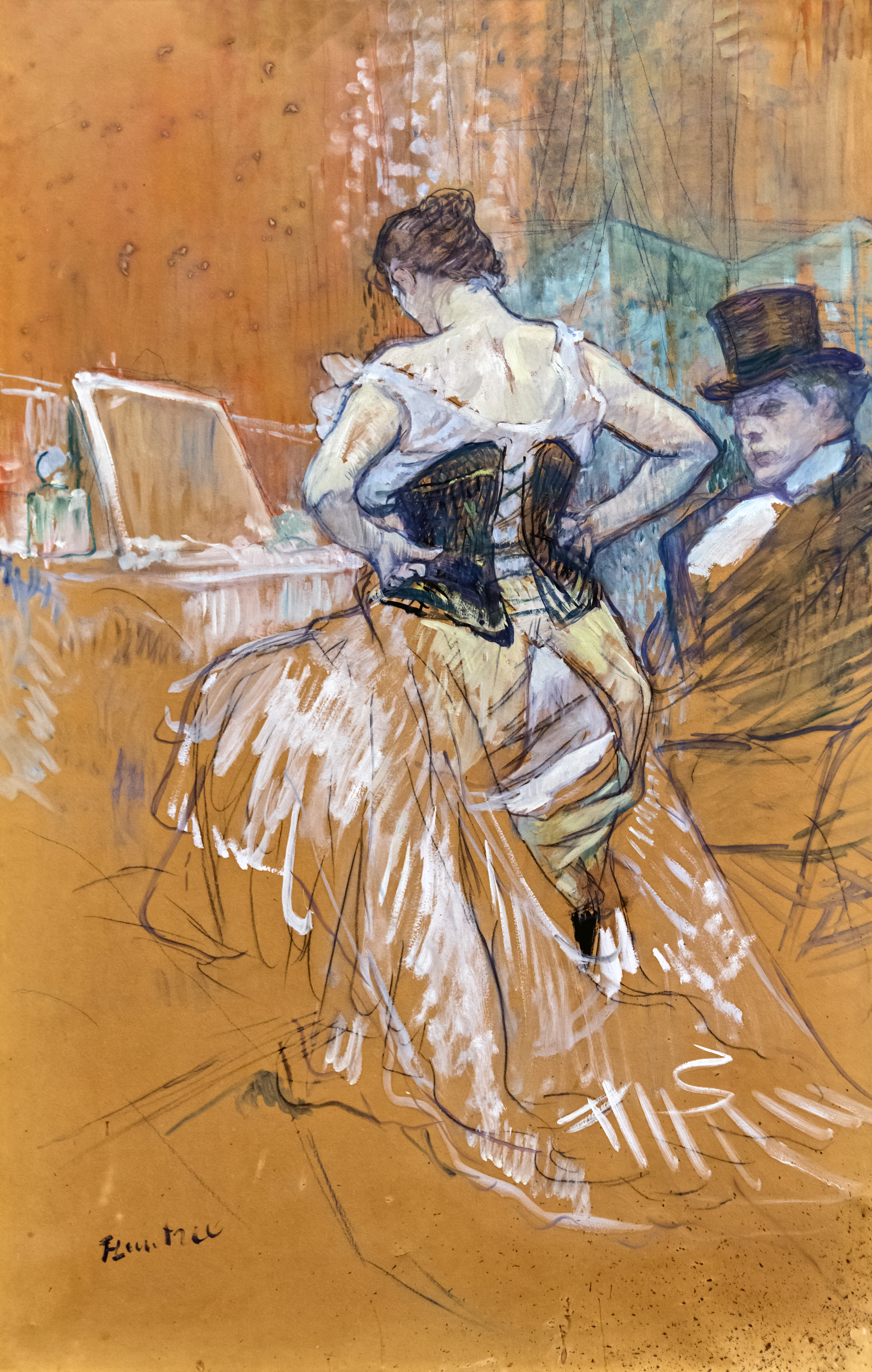
Henri de Toulouse-Lautrec: Conquête de passage
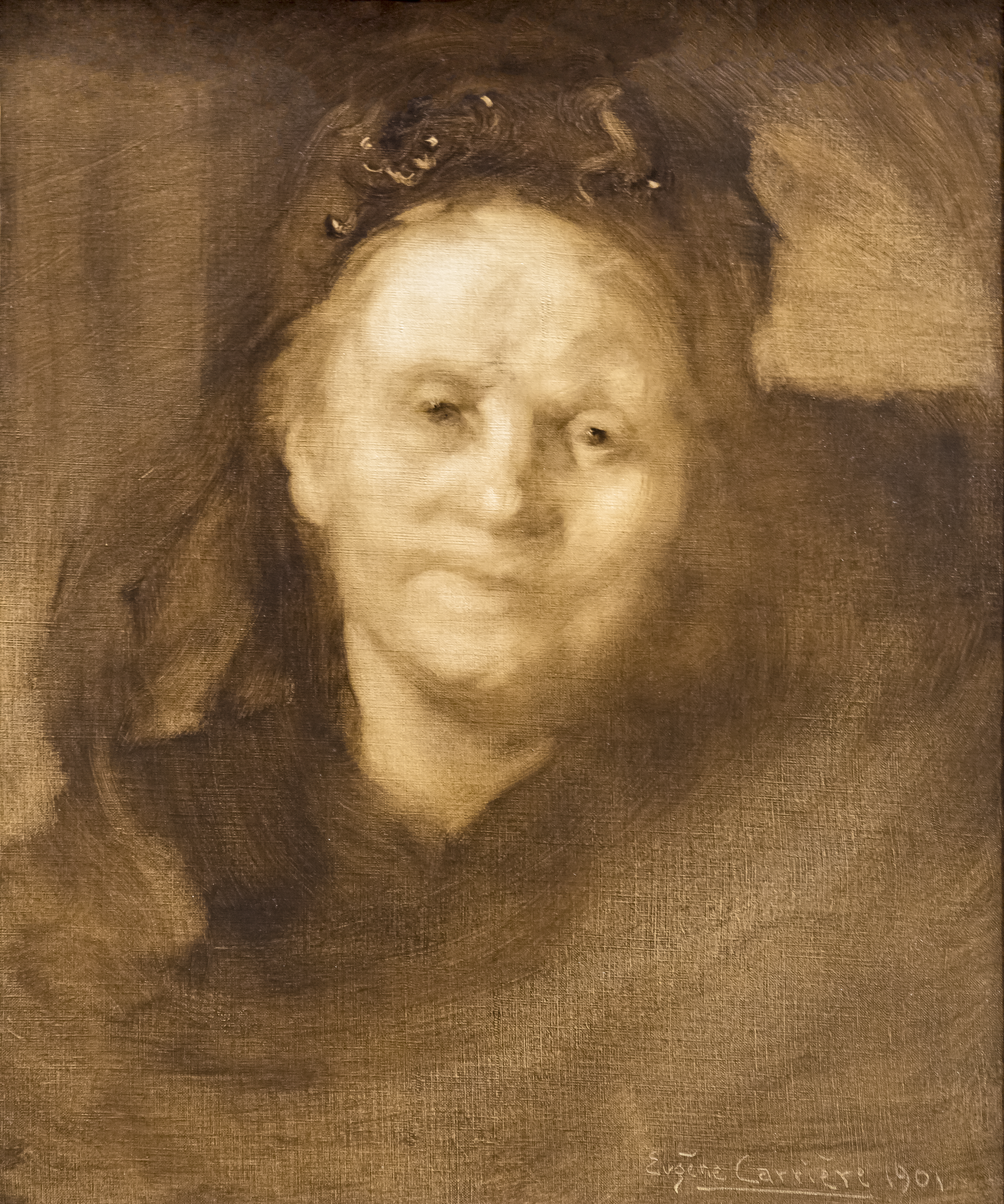
Eugène Carrière: Portrait de Madame Auguste Bonheur
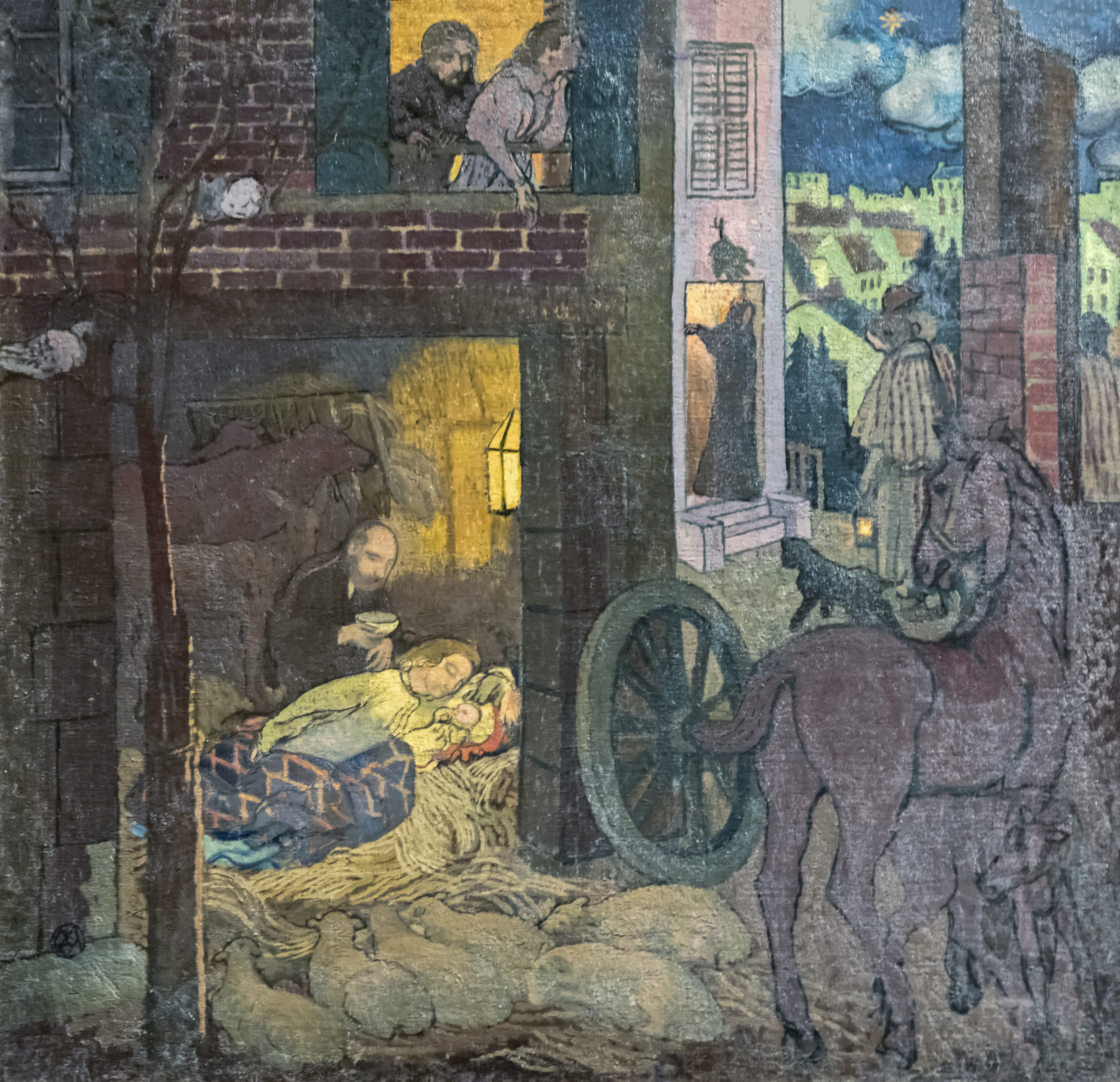
Maurice Denis: Nativité
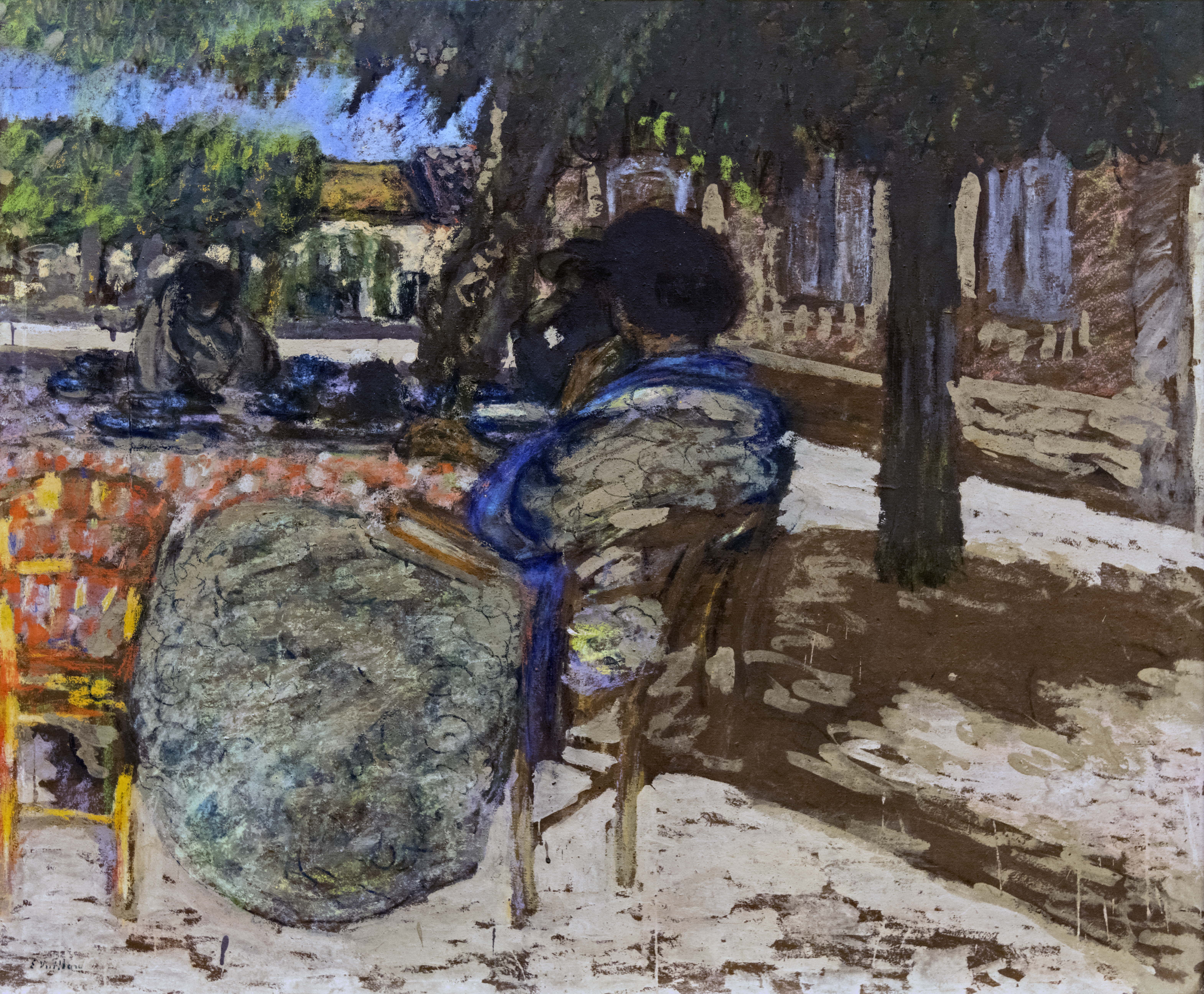
Édouard Vuillard: Sous les arbres du pavillon rouge

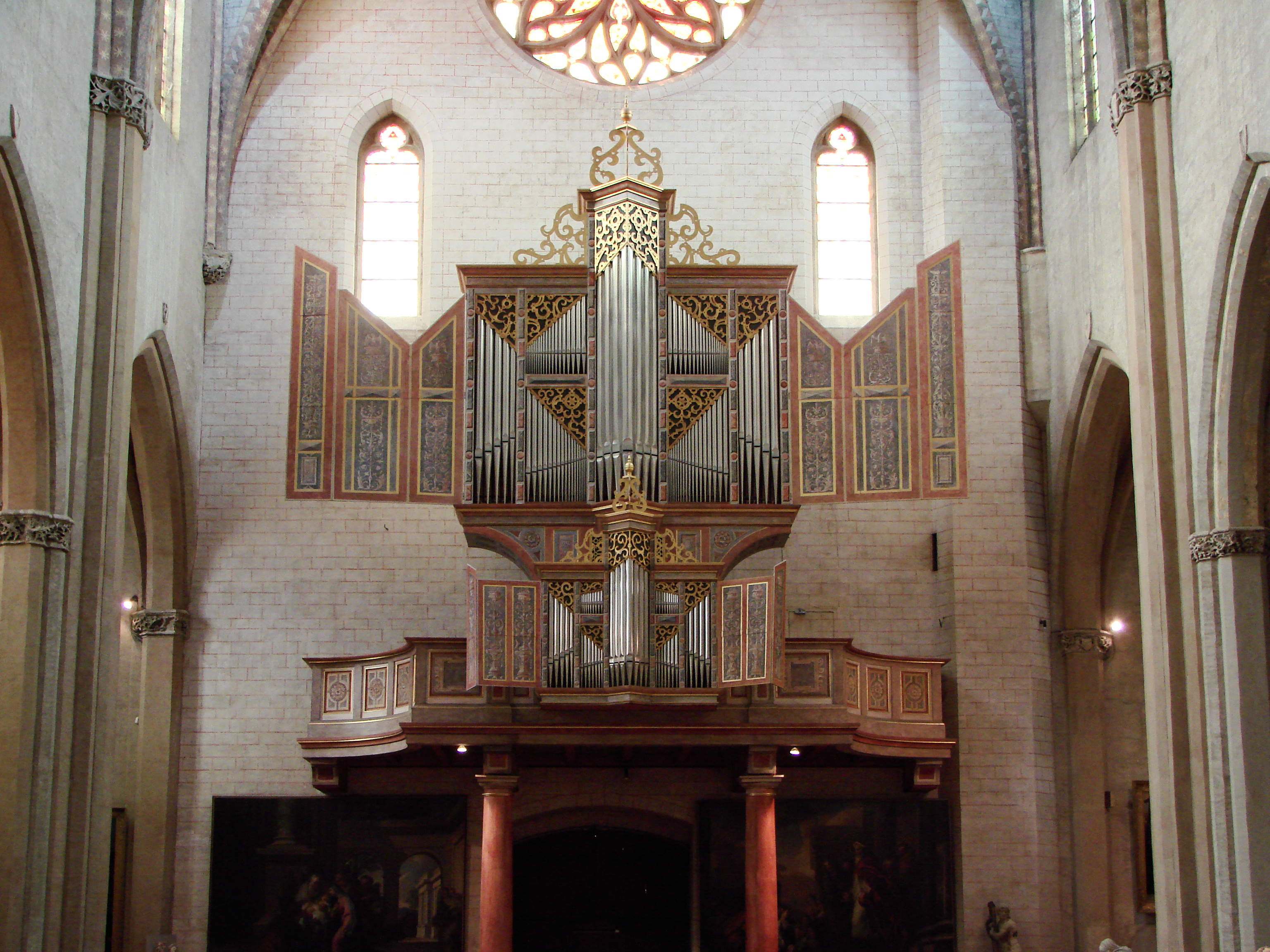
Orgel

### Orgel
Durch die Neugestaltung der alten Kirche konnte das Museum eine bedeutende Orgel in klassischer deutscher Bauart mit 32 Registern auf drei Manualen und Pedal anschaffen, die von Jürgen Ahrend Orgelbau entworfen und von Pierre Belin ausgestattet wurde. Sie wurde 1981 eingeweiht. Jan Willem Jansen ist Titularorganist an dieser Kirche. Die Disposition lautet:
| I Hauptwerk C–f3 |         |
| Praestant        | 16′     |
| Praestant        | 8′      |
| Hohlflöte        | 8′      |
| Oktave           | 4′      |
| Spitzflöte       | 4′      |
| Quinte           | 3′      |
| Oktave           | 2′      |
| Mixtur IV-VI     | (1 ⁄3′) |
| Dulzian          | 16′     |
| Trompete         | 8′      |

| II Rückpositiv C–f3 |      |
| Praestant           | 8′   |
| Gedackt             | 8′   |
| Oktave              | 4′   |
| Rohrflöte           | 4′   |
| Waldflöte           | 2′   |
| Sesquialtera II     |      |
| Scharff IV          | (1′) |
| Dulzian             | 8′   |

| III Brustwerk C–f3 |             |
| Holzgedackt        | 8′          |
| Flöte              | 4′          |
| Blockflöte         | 2′          |
| Quint              | 1 ⁄3′       |
| Terz               | 4⁄5′+1 3⁄5′ |
| Regal              | 8′          |

| Pedal C–f1 |      |
| Praestant  | 16′  |
| Subbass    | 16′  |
| Oktave     | 8′   |
| Oktave     | 4′   |
| Mixtur IV  | (2′) |
| Posaune    | 16′  |
| Trompete   | 8′   |
| Kornett    | 2′   |

- Nachtigall
- Tremulant
- Koppeln: Hauptwerk – Rückpositiv, Pedal – Hauptwerk